# Lista de jogos para Nintendo Entertainment System
Esta é uma lista de jogos do Nintendo Entertainment System (Nintendo Famicom) dispostos em ordem alfabética.
Todos esses jogos foram lançados no Japão, Ásia, América do Norte e Europa.
| Jogo                                                             | Data       | Fabricante                                                          | Notas |  |
| 0-9                                                              | 0-9        | 0-9                                                                 | 0-9 |  |
| ---------------------------------------------------------------- | ---------- | ------------------------------------------------------------------- | --- |  |
| 10-Yard Fight                                                    | 30/08/1985 | Irem Nintendo                                                       | |  |
| 100 Man Dollar Kid: Maboroshi no Teiou Hen                       | 06/01/1989 | Sofel                                                               | Lançado nos Estados Unidos como Casino Kid. |  |
| 1942                                                             | 11/12/1985 | Capcom                                                              | |  |
| 1943: The Battle of Midway                                       | 20/06/1988 | Capcom                                                              | |  |
| 1991 Du Ma Racing                                                | 1991       | Super Mega                                                          | Somente na Ásia |  |
| 1999: Hore, Mitakotoka! Seikimatsu                               | 18/09/1992 | Coconuts                                                            | Somente no Japão |  |
| 2 in 1 Light Gun Game                                            | 1993       | Sachen                                                              | |  |
| 4ninuchi Mahjong                                                 | 02/11/1984 | Nintendo                                                            | Somente no Japão |  |
| 720°                                                             | ??/12/1986 | Atari                                                               | |  |
| 8 Eyes                                                           | 27/09/1988 | Seta Corporation                                                    | |  |
| '89 Dennou Kyuusei Uranai                                        | 10/12/1988 | Induction Produce                                                   | Somente no Japão |  |
| A                                                                |            |                                                                     | |  |
| A Ressha de Ikou                                                 | 21/08/1991 | Pony Canyon                                                         | Somente no Japão |  |
| Aa Yakyu Jinsei Icchokusen                                       | 25/12/1992 | Sammy Studios                                                       | Somente no Japão |  |
| Abarenbou Tengu                                                  | 14/12/1990 | Meldac                                                              | Lançado nos Estados Unidos como Zombie Nation |  |
| Aces: Iron Eagle III                                             | 07/08/1992 | Pack-In-Video                                                       | Somente no Japão |  |
| Advanced Dungeons and Dragons: Dragons of Flame                  | 21/02/1992 | Pony Canyon                                                         | Somente no Japão |  |
| Advanced Dungeons and Dragons: Heroes of the Lance               | 08/03/1991 | Pony Canyon                                                         | |  |
| Advanced Dungeons and Dragons: Hillsfar                          | 21/03/1991 | Pony Canyon                                                         | |  |
| Advanced Dungeons & Dragons: Pool of Radiance                    | 28/06/1991 | Pony Canyon                                                         | |  |
| Adventures of Lolo                                               | 06/01/1990 | HAL                                                                 | Lançado nos Estados Unidos como The Adventures of Lolo 2                                                                                              |  |
| Adventures of Lolo 2                                             | 26/12/1990 | HAL                                                                 | Lançado nos Estados Unidos como The Adventures of Lolo 3                                                                                              |  |
| Adventure Island                                                 | 1988       | Hudson Soft                                                         | |  |
| Adventure Island 2                                               | 1991       | Hudson Soft Mattel (AU)                                             | |  |
| Adventure Island 3                                               | 1992       | Hudson Soft                                                         | |  |
| Adventures of Tom Sawyer                                         | 06/02/1989 | Seta                                                                | |  |
| After Burner II                                                  | 30/03/1989 | SunSoft                                                             | |  |
| Ai Sensei no Oshiete: Watashi no Hoshi                           | 26/03/1993 | Irem                                                                | Somente no Japão |  |
| Aigina no Yogen: From the Legend of Balubalouk                   | 11/21/86   | Vic Tokai                                                           | Somente no Japão |  |
| Air Fortress                                                     | 08/11/87   | HAL                                                                 | |  |
| Airwolf                                                          | 12/24/88   | Kyugo Boueki                                                        | Nota esse é diferente do vindo dos Estados Unidos NES Airwolf game                                                                                    |  |
| Akagawa Jirou no Yuurei Ressha                                   | 02/08/91   | King Records                                                        | Somente no Japão |  |
| Akakage                                                          | 05/20/88   | Toei Animation                                                      | Somente no Japão |  |
| Akira                                                            | 12/24/88   | Taito                                                               | Somente no Japão |  |
| Akuma no Shoutaijou                                              | 09/29/89   | Kemco                                                               | Lançado nos Estados Unidos como Uninvited. |  |
| Akuma-kun: Makai no Wana                                         | 02/24/90   | Bandai                                                              | Somente no Japão |  |
| Akumajou Densetsu                                                | 12/22/89   | Konami                                                              | Lançado nos Estados Unidos como Castlevania III: Dracula's Curse.                                                                                     |  |
| Akumajou Dracula                                                 | 09/22/86   | Konami                                                              | Lançado nos Estados Unidos como Castlevania. |  |
| Akumajou Special - Boku Dracula Kun                              | 10/19/90   | Konami                                                              | Somente no Japão, essencialmente uma pequena versão de Alucard from Castlevania.                                                                      |  |
| Alien Syndrome                                                   | 02/12/1988 | Sunsoft                                                             | Lançamento inlicensiado dos Estados Unidos por Tengen                                                                                                 |  |
| America Daitouryou Senkyo                                        | 28/10/1988 | Hector                                                              | Somente no Japão |  |
| America Oudan Ultra Quiz: Shijou Saidai no Tatakai               | 29/11/1991 | Tomy                                                                | Somente no Japão |  |
| American Dream                                                   | 23/09/1989 | Coconuts                                                            | Somente no Japão |  |
| American Football                                                | 11/11/88   | K Amusement Leasing                                                 | Somente no Japão |  |
| Ankoku Shinwa: Yamato Takeru Densetsu                            | 03/24/89   | Tokyo Shoseki                                                       | Somente no Japão |  |
| Antarctic Adventure                                              | 04/22/85   | Konami                                                              | Somente no Japão,também chamado de Kekkyoku Nankyoku Daibouken                                                                                        |  |
| Aoki Ookami to Shiroki Mejika: Genchou Hishi                     | 03/25/93   | Koei                                                                | Somente no Japão |  |
| Aoki Ookami to Shiroki Mejika: Genghis Khan                      | 04/20/89   | Koei                                                                | Lançado nos Estados Unidos como Genghis Khan |  |
| Arabian Dream Sherezaado                                         | 09/03/87   | Culture Brain                                                       | Lançado nos Estados Unidos como The Magic of Scheherazade.                                                                                            |  |
| Arctic: Active Rail Playing                                      | 02/23/90   | Pony Canyon                                                         | Somente no Japão |  |
| Argos no Senshi                                                  | 04/14/87   | Tecmo                                                               | Lançado nos Estados Unidos como Rygar. |  |
| Argus                                                            | 04/17/86   | Jaleco                                                              | Somente no Japão |  |
| Armadillo                                                        | 08/09/91   | IGS                                                                 | Somente no Japão |  |
| Artelius                                                         | 11/13/87   | Nihon Busson                                                        | Somente no Japão |  |
| Asmik Kun Land                                                   | 12/20/91   | Asmik Ace                                                           | Somente no Japão |  |
| ASO: Armored Scrum Object                                        | 09/03/86   | SNK                                                                 | Lançado nos Estados Unidos como Alpha Mission |  |
| Astro Fang: Super Machine                                        | 10/26/90   | A Wave                                                              | Somente no Japão |  |
| Astro Robo Sasa                                                  | 08/09/85   | Ascii                                                               | Somente no Japão |  |
| Athena                                                           | 06/05/87   | SNK                                                                 | |  |
| Atlantis no Nazo                                                 | 04/17/86   | Sunsoft                                                             | Somente no Japão, no Americano prototipo existe esse jogo em Super Pitfall 2                                                                          |  |
| Attack Animal Gakuen                                             | 12/26/87   | Pony Canyon                                                         | Somente no Japão |  |
| Attack of the Killer Tomatoes                                    | 1992       | THQ                                                                 | |  |
| B                                                                |            |                                                                     | |  |
| B-Wings                                                          | 06/03/86   | Data East                                                           | Somente no Japão |  |
| Babel no Tou                                                     | 07/18/86   | Namco                                                               | Somente no Japão |  |
| Baken Hisshou Gaku - Gate In                                     | 05/25/90   | K Amusement                                                         | Somente no Japão |  |
| Bakushou! Star Monomane Shitennou                                | 09/14/90   | Pack-In-Video                                                       | Somente no Japão |  |
| Bakushou!! Ai no Gekijou                                         | 12/29/90   | Coconuts Japan                                                      | Somente noJapão |  |
| Bakushou!! Jinsei Gekijou                                        | 03/17/89   | Taito                                                               | Somente no Japão |  |
| Bakushou!! Jinsei Gekijou 2                                      | 03/22/91   | Taito                                                               | Somente no Japão |  |
| Bakushou!! Jinsei Gekijou 3                                      | 12/20/91   | Taito                                                               | Somente no Japão |  |
| Ballblazer                                                       | 03/04/88   | Pony Canyon                                                         | Somente no Japan |  |
| Balloon Fight                                                    | 01/22/85   | Nintendo                                                            | |  |
| Baltron                                                          | 03/19/86   | Toei Animation                                                      | Somente no Japão |  |
| Banana                                                           | 09/08/86   | Victor Interactive                                                  | Somente no Japão |  |
| Bananan Ouji no Daibouken                                        | 12/20/91   | Takara                                                              | Somente no Japão e Alemanha (depois lançado como Banana Prince)                                                                                       |  |
| Barcode World                                                    | 12/18/92   | Sunsoft                                                             | Somente no Japão |  |
| Bard's Tale: Tales of the Unknown                                | 12/21/90   | Pony Canyon                                                         | |  |
| The Bard's Tale II: The Destiny Knight                           | 01/24/92   | Pony Canyon                                                         | Somente no Japão |  |
| Baseball                                                         | 12/07/83   | Nintendo                                                            | |  |
| Baseball Fighter                                                 | 07/05/91   | Vap                                                                 | Somente no Japão |  |
| Baseball Stars - Mezase Sankanou!!                               | 05/19/89   | SNK                                                                 | |  |
| Batman                                                           | 12/22/89   | Sunsoft                                                             | |  |
| Batsu & Terii                                                    | 07/22/87   | Use                                                                 | Somente no Japão |  |
| Battle Baseball                                                  | 02/19/93   | Banpresto                                                           | Somente no Japão |  |
| Battle City                                                      | 09/09/85   | Namco                                                               | Somente no Japão |  |
| Battle Fleet                                                     | 06/22/90   | Namco                                                               | Somente no Japão |  |
| Battle Formula                                                   | 09/27/91   | Sunsoft                                                             | Lançado nos Estados Unidos como Super Spy Hunter |  |
| Battle Rush - Build Up Robot Tournament                          | 11/13/93   | Bandai                                                              | Somente no Japão, Bandai no sistema Datach |  |
| Battle Stadium - Senbatsu Pro Yakyuu                             | 12/20/90   | IGS                                                                 | Somente no Japão |  |
| Battle Storm                                                     | 12/21/91   | Yonezawa PR21                                                       | Somente no Japão |  |
| Battletoads                                                      | 12/20/91   | NCS                                                                 | Desenvolvido por Rare |  |
| Be-Bop High School: Koukousei Gokuraku Densetsu                  | 03/30/88   | Data East                                                           | Somente no Japão |  |
| Best Keiba - Derby Stallion                                      | 12/21/91   | ASCII Entertainment                                                 | Somente no Japão |  |
| Best Play Pro Yakyuu                                             | 07/15/88   | ASCII Entertainment                                                 | Somente no Japão |  |
| Best Play Pro Yakyuu II                                          | 03/30/90   | ASCII Entertainment                                                 | Somente no Japão |  |
| Best Play Pro Yakyuu '90                                         | 12/13/90   | ASCII Entertainment                                                 | Somente no Japão |  |
| Best Play Pro Yakyuu Special                                     | 10/16/92   | ASCII Entertainment                                                 | Somente no Japão |  |
| Big Nose The Caveman                                             | 1991       | Camerica                                                            | |  |
| Bikkuri Nekketsu Shin Kiroku! Harukanaru Kin Medal               | 06/26/92   | Technos Japan                                                       | Lançada nos Estados Unidos como Crash 'n the Boys: Street Challenge                                                                                   |  |
| Bikkuriman World - Gekitou Sei Senshi                            | 07/27/90   | Hudson Soft                                                         | Somente no Japão |  |
| Bimi Shinbo                                                      | 07/25/89   | Bandai                                                              | Somente no Japão |  |
| Binary Land                                                      | 12/19/85   | Hudson Soft                                                         | Somente no Japão |  |
| Bio Miracle Bokutte Upa                                          | 02/26/93   | Konami                                                              | Somente no Japão |  |
| Bio Senshi Dan - Increaser Tono Tatakai                          | 09/22/87   | Jaleco                                                              | Somente no Japão, planned United States release as Bashi Bazook: Morphoid Masher                                                                      |  |
| Bird Week                                                        | 06/03/86   | Toshiba EMI                                                         | Somente no Japão |  |
| Black Bass                                                       | 02/06/87   | Hot B                                                               | Somente no Japão |  |
| Black Bass 2                                                     | 10/18/88   | Hot B                                                               | Lançado nos Estados Unidos como The Black Bass USA |  |
| Blades of Steel                                                  | ??/10/88   | Konami                                                              | lançado no japão tambem como Konamic Ice Hockey |  |
| Blodia Land: Puzzle Quest                                        | 08/11/90   | Tonkin House                                                        | Somente no Japão |  |
| Bloody Warriors: Shan-Go no Gyakushuu                            | 10/19/90   | Toei Animation                                                      | Somente no Japão |  |
| Blue Marlin, The: Tsuri Kichi Sanpei                             | 12/27/91   | Hot B                                                               | |  |
| Bokosuka Wars                                                    | 12/14/85   | ASCII Entertainment                                                 | Somente no Japão |  |
| Bomber King                                                      | 08/07/87   | Hudson Soft                                                         | Lançado no exterior do Japão como Robowarrior |  |
| Bomberman                                                        | 12/19/85   | Hudson Soft                                                         | |  |
| Bomberman II                                                     | 06/28/91   | Hudson Soft                                                         | Chamado na Europa de Dynablaster |  |
| Booby Kids                                                       | 07/10/87   | Nihon Bussan                                                        | Somente no Japão |  |
| Boulder Dash                                                     | 03/23/90   | Data East                                                           | |  |
| Bubble Bobble Part 2                                             | 03/05/93   | Taito                                                               | |  |
| Bucky O'Hare                                                     | 01/31/92   | Konami                                                              | |  |
| Buggy Popper                                                     | 10/08/86   | Data East                                                           | Lançado nos Estados Unidos como Bump 'n' Jump |  |
| Burai Fighter                                                    | 07/20/90   | Taito                                                               | |  |
| Burgertime                                                       | 11/21/85   | Namco                                                               | |  |
| Business Wars                                                    | 01/24/92   | Hector                                                              | Somente no Japão |  |
| C                                                                |            |                                                                     | |  |
| Cadillac                                                         | 02/02/90   | Hector                                                              | Somente no Japão |  |
| Capcom Barcelona '92                                             | 06/05/92   | Capcom                                                              | Lançado nos Estados Unidos como Gold Medal Challenge '92                                                                                              |  |
| Captain Ed                                                       | 08/25/89   | CBS Sony Group                                                      | Somente no Japão |  |
| Captain Saver                                                    | 09/29/92   | Taito                                                               | Lançado nos Estados Unidos como Power Blade 2 |  |
| Captain Silver                                                   | 12/16/88   | Tokuma Shoten                                                       | Somente no Japão |  |
| Captain Tsubasa                                                  | 04/28/88   | Tecmo                                                               | Lançado nos Estados Unidos como Tecmo Cup - Soccer Game                                                                                               |  |
| Captain Tsubasa Vol. II: Super Striker                           | 07/20/90   | Tecmo                                                               | Somente no Japão |  |
| Casino Derby                                                     | 03/19/93   | Yonezawa PR21                                                       | Somente no Japão |  |
| Castle Excellent                                                 | 11/28/86   | ASCII Entertainment                                                 | Lançado nos Estados Unidos como Castlequest |  |
| Castle Quest                                                     | 04/19/90   | Hudson Soft                                                         | Somente no Japão (jogo diferente vindo dos EUA Castlequest)                                                                                           |  |
| Chack'n Pop                                                      | 05/24/85   | Taito                                                               | Somente no Japão, prequel to Bubble Bobble |  |
| Challenger                                                       | 10/15/85   | Hudson Soft                                                         | Somente no Japão |  |
| Championship Bowling                                             | 02/08/91   | Athena                                                              | |  |
| Championship Lode Runner                                         | 04/17/85   | Hudson Soft                                                         | Somente no Japão |  |
| Chaos World                                                      | 10/25/91   | Natsume                                                             | Somente no Japão |  |
| Chester Field - Ankoku Shin heno Chousen                         | 07/30/87   | Vik Tokai                                                           | Somente no Japão |  |
| Chibi Maruko-Chan: Uki Uki Shopping                              | 10/04/91   | Namco                                                               | Somente no Japão |  |
| Chiisana Obake - Achhi Sochhi Kocchi                             | 12/04/92   | Vap                                                                 | Somente no Japão |  |
| Chiki Chiki Machine Mou Race                                     | 12/25/91   | Atlus                                                               | Lançado nos Estados Unidos como Wacky Races |  |
| Chip to Dale no Daisakusen                                       | 06/08/90   | Capcom                                                              | Lançado fora do Japão como Chip 'N Dale: Rescue Rangers                                                                                               |  |
| Chip to Dale no Daisakusen 2                                     | 12/10/93   | Capcom                                                              | Lançado fora do Japão como Chip 'N Dale: Rescue Rangers 2                                                                                             |  |
| Chitei Senkou Bazolder                                           | 11/15/91   | Sofel                                                               | Lançado nos Estados Unidos como Wurm: Journey to the Center of the Earth                                                                              |  |
| Choplifter                                                       | 06/26/86   | Jaleco                                                              | Somente no Japão |  |
| Chou-Wakusei Senki MetaFight                                     | 06/17/88   | Sunsoft                                                             | Lançado nos Estados Unidos como Blaster Master |  |
| Choujikuu Yousai Macross                                         | 12/10/85   | Namco                                                               | Somente no Japão |  |
| Choujin Ookami Senki: War Wolf                                   | 06/28/91   | Takara                                                              | Somente no Japão |  |
| Choujin Sentai Jetman                                            | 12/21/91   | Angel Studios                                                       | Somente no Japão |  |
| Choujin Ultra Baseball                                           | 10/27/89   | Culture Brain                                                       | Lançado nos Estados Unidos como Baseball Simulator 1.000                                                                                              |  |
| Chuugoku Janshi Story - Tonpuu                                   | 12/23/89   | Natsume                                                             | Somente no Japão |  |
| Chuugoku Senseijutsu                                             | 11/29/88   | Jaleco                                                              | Somente no Japão |  |
| Chuuka Taisen                                                    | 09/22/89   | Taito                                                               | Somente no Japão |  |
| Circus Charlie                                                   | 03/04/86   | Konami                                                              | Somente no Japão |  |
| City Adventure Touch - Mystery of Triangle                       | 03/14/87   | Toho                                                                | Somente no Japão |  |
| City Connection                                                  | 09/27/85   | Jaleco                                                              | |  |
| Clu Clu Land                                                     | 11/22/84   | Nintendo                                                            | |  |
| Cobra Command                                                    | 10/21/88   | Data East                                                           | |  |
| Cocoron                                                          | 05/03/91   | Takeru                                                              | Somente no Japão |  |
| Columbus: Ougon no Yoake                                         | 11/20/92   | Tomy                                                                | Somente no Japão |  |
| Conflict                                                         | 12/01/89   | Vic Tokai                                                           | Somente no Japão |  |
| Contra                                                           | 02/09/88   | Konami                                                              | Lançado na Europa como Probotector |  |
| Cosmic Epsilon                                                   | 11/24/89   | Asmik Ace                                                           | Somente no Japão |  |
| Cosmic Wars                                                      | 08/04/89   | Konami                                                              | Somente no Japão |  |
| Cosmo Genesis                                                    | 12/23/86   | ASCII Entertainment                                                 | Lançado nos Estados Unidos como Star Voyager |  |
| Cosmo Police Galivan                                             | 06/03/88   | Nihon Busson                                                        | Somente no Japão. |  |
| Crayon Shin-Chan: Orato Poi Poi                                  | 08/27/93   | Bandai                                                              | Somente no Japão |  |
| Crayon Shin-Chan: Orato Poi Poi Datech                           | 08/27/93   | Bandai                                                              | Somente no Japão, requerendo o sistema Datach. |  |
| Crazy Climber                                                    | 12/26/86   | Nichibutsu                                                          | Somente no Japão ,com especial Crazy Climber controlador                                                                                              |  |
| Crisis Force                                                     | 08/27/91   | Konami                                                              | Somente no Japão |  |
| Cross Fire                                                       | 11/02/90   | Kyugo Boueki                                                        | Somente no Japão |  |
| Cycle Race - Road Man                                            | 12/17/88   | Tonkin House                                                        | Japan only |  |
| D                                                                |            |                                                                     | |  |
| Dai-2-Ji Super Robot Taisen                                      | 12/19/91   | Bandai                                                              | Somente no Japão, como Super Robot Wars II |  |
| Daikaijyu Deburasu                                               | 12/21/90   | Data East                                                           | Somente no Japão |  |
| Daikoukai Jidai                                                  | 03/15/91   | Koei                                                                | Lançado nos Estados Unidos como Uncharted Waters |  |
| Daiku no Gen-San                                                 | 11/15/91   | Irem                                                                | Lançado na Europa como Hammerin' Harry |  |
| Daiku no Gen-San 2                                               | 10/22/93   | Irem                                                                | Somente no Japão, AKA Hammerin' Harry 2 |  |
| Daimashikyou Galious                                             | 08/11/87   | Konami                                                              | Somente no Japão |  |
| Daimeiro                                                         | 11/30/90   | Epoch                                                               | Japan only |  |
| Daisenryaku                                                      | 10/11/88   | Bothtec                                                             | Somente no Japão |  |
| Daiva                                                            | 12/05/86   | Toshiba EMI                                                         | Somente no Japão |  |
| Dark Lord                                                        | 02/08/91   | Data East                                                           | Somente no Japão |  |
| Darkwing Duck                                                    | 1992       | Capcom                                                              | O lançamento para o NES ocorreu em Junho de 1992 e foi portado para o Game Boy em Dezembro 1993                                                       |  |
| Dash Yarou                                                       | 06/15/90   | Visco                                                               | Somente no Japão |  |
| Datsugoku                                                        | 06/30/89   | K Amusement                                                         | Lançado nos Estados Unidos como P.O.W.: Prisoners of War                                                                                              |  |
| De-Block                                                         | 08/09/91   | Athena                                                              | Somente no Japão |  |
| Dead Fox, Ningen Keiki                                           | 02/23/90   | Capcom                                                              | Lançado nos Estados Unidos como Code Name: Viper |  |
| Deep Dungeon III                                                 | 05/13/88   | Squaresoft                                                          | Somente no Japão |  |
| Deep Dungeon IV                                                  | 04/06/90   | Asmik Ace                                                           | Somente no Japão |  |
| Deja Vu                                                          | 11/22/88   | Kemco                                                               | |  |
| Dengeki Big Bang!                                                | 01/27/89   | Vic Tokai                                                           | Lançado nos Estados Unidos como Clash at Demonhead |  |
| Densen Rundesu                                                   | 03/06/92   | Takara                                                              | Somente no Japão |  |
| Densetsu no Kishi Elrond                                         | 07/15/88   | Jaleco                                                              | Lançado no exterior do Japão Wizards & Warriors |  |
| Derby Stallion Zengokuban                                        | 08/29/92   | ASCII Entertainment                                                 | Somente no Japão |  |
| Devil Man                                                        | 04/25/89   | Namco                                                               | Somente no Japão |  |
| Devil World                                                      | 10/05/84   | Nintendo                                                            | Também lançado na Europa, menos nos Estados Unidos.                                                                                                   |  |
| Dezaemon                                                         | 09/13/91   | Athena                                                              | Somente no Japão |  |
| Die Hard                                                         | 07/19/91   | Pack-In-Video                                                       | |  |
| Dig Dug                                                          | 06/04/85   | Namco                                                               | Somente no Japão |  |
| Dig Dug II                                                       | 04/18/86   | Namco                                                               | |  |
| Digital Devil Monogatari: Megami Tensei                          | 09/11/87   | Namco                                                               | Somente no Japão |  |
| Digital Devil Monogatari: Megami Tensei II                       | 04/06/91   | Namco                                                               | Somente no Japão |  |
| Doki! Doki! Yuuenchi: Crazy Land Daisakusen                      | 08/09/91   | Vap                                                                 | Lançado na Europa como Trolls in Crazyland |  |
| Dokuganryu Masamune                                              | 04/05/88   | Namco                                                               | Somente no Japão |  |
| Don Doko Don                                                     | 03/09/90   | Taito                                                               | Somente no Japão |  |
| Don Doko Don 2                                                   | 01/31/92   | Taito                                                               | Somente no Japão |  |
| Donald Duck                                                      | 09/22/88   | Kemco                                                               | Lançado nos Estados Unidos como Snoopy's Silly Sports Spectacular                                                                                     |  |
| Donald Land                                                      | 01/29/88   | Data East                                                           | Somente no Japão |  |
| Donkey Kong                                                      | 07/15/83   | Nintendo                                                            | |  |
| Donkey Kong 3                                                    | 07/04/84   | Nintendo                                                            | |  |
| Donkey Kong Jr, no Sansuu Asobi                                  | 12/12/83   | Nintendo                                                            | Lançado nos Estados Unidos como Donkey Kong Jr. Math                                                                                                  |  |
| Donkey Kong Jr.                                                  | 07/15/83   | Nintendo                                                            | |  |
| Door Door                                                        | 07/18/85   | Enix                                                                | Somente no Japão |  |
| Doraemon                                                         | 12/12/86   | Hudson Soft                                                         | Somente no Japão |  |
| Doraemon: Giga Zombie no Gyakushuu                               | 09/14/90   | Epoch                                                               | Somente no Japão |  |
| Double Moon Densetsu                                             | 10/30/92   | NCS                                                                 | Somente no Japão |  |
| Dough Boy                                                        | 12/11/85   | Kemco                                                               | Somente no Japão |  |
| Downtown Nekketsu Koushinkyoku: Soreyuke Daiundoukai             | 10/12/90   | Technos                                                             | Somente no Japão |  |
| Downtown Nekketsu Monogatari                                     | 04/25/89   | Technos                                                             | Lançado nos Estados Unidos como River City Ransom, e Street Gangs na Europa                                                                           |  |
| Dr. Mario                                                        | 07/27/90   | Nintendo                                                            | |  |
| Dragon Ball 3: Gokuuden                                          | 10/27/89   | Bandai                                                              | Somente no Japão |  |
| Dragon Ball Z                                                    | 10/27/90   | Bandai                                                              | Somente no Japão |  |
| Dragon Ball Z Gaiden: Saiya-jin Zetsumetsu Keikaku               | 08/06/93   | Bandai                                                              | Somente no Japão |  |
| Dragon Ball Z II: Gekigami Freeza                                | 08/10/91   | Bandai                                                              | Somente no Japão |  |
| Dragon Ball Z III: Ressen Jinzou Ningen                          | 08/07/92   | Bandai                                                              | Somente no Japão |  |
| Dragon Ball Z: Gekitou Tenkaichi Budokai                         | 12/29/92   | Bandai                                                              | Somente no Japão, da Bandai e usa o sistema Datach |  |
| Dragon Ball: Daimaou Fukkatsu                                    | 08/12/88   | Bandai                                                              | Somente no Japão |  |
| Dragon Ball: Shenron no Nazo                                     | 11/27/86   | Bandai                                                              | Lançado nos Estados Unidos como Dragon Power |  |
| Dragon Buster                                                    | 01/07/87   | Namco                                                               | Somente no Japão |  |
| Dragon Buster II                                                 | 04/27/89   | Namco                                                               | Somente no Japão |  |
| Dragon Fighter                                                   | 08/10/90   | Towachiki                                                           | |  |
| Dragon Ninja                                                     | 07/14/89   | Namco                                                               | Lançado nos Estados Unidos como Bad Dudes, e na Europa como Bad Dudes vs Dragon Ninja.                                                                |  |
| Dragon Quest                                                     | 05/27/86   | Enix                                                                | Lançado nos Estados Unidos como Dragon Warrior. Remade foi para Super Famicom e Game Boy Color                                                        |  |
| Dragon Quest II                                                  | 01/26/87   | Enix                                                                | Lançado nos Estados Unidos como Dragon Warrior II. Remade foi para Super Famicom e Game Boy Color                                                     |  |
| Dragon Quest III                                                 | 02/10/88   | Enix                                                                | Lançado nos Estados Unidos como Dragon Warrior III. Remade foi para Super Famicom e Game Boy Color                                                    |  |
| Dragon Quest IV                                                  | 02/11/90   | Enix                                                                | Lançado nos Estados Unidos como Dragon Warrior IV. Remade foi para Playstation                                                                        |  |
| Dragon Scroll                                                    | 12/04/87   | Konami                                                              | Somente no Japão |  |
| Dragon Slayer IV                                                 | 07/17/87   | Namcot                                                              | Lançado nos Estados Unidos como Legacy of the Wizard                                                                                                  |  |
| Dragon Spirit: Aratanaru Densetsu                                | 04/14/89   | Namco                                                               | Lançado nos Estados Unidos como Dragon Spirit: The New Legend                                                                                         |  |
| Dragon Unit                                                      | 02/27/90   | Athena                                                              | Somente no Japão |  |
| Dragon Wars                                                      | 08/09/91   | Kemco                                                               | Somente no Japão |  |
| Dragon's Lair                                                    | 09/20/91   | Epic Sony Record                                                    | |  |
| Dream Master                                                     | 09/22/92   | Namco                                                               | Somente no Japão |  |
| Druaga no Tou                                                    | 08/06/85   | Namco                                                               | Somente no Japão, nos Estados Unidos é chamado The Tower of Druaga                                                                                    |  |
| Duck Hunt                                                        | 04/21/84   | Nintendo                                                            | Need Zapper Light Gun |  |
| DuckTales                                                        | 01/26/90   | Capcom, the original DuckTales released as Wanpaku Duck Yume Bouken | |  |
| DuckTales 2                                                      | 04/23/93   | Capcom, the original DuckTales released as Wanpaku Duck Yume Bouken | |  |
| Dungeon & Magic: Sword of the Elements                           | 11/10/89   | Natsume                                                             | Lançado nos Estados Unidos como Dungeon Magic: Sword of the Elements                                                                                  |  |
| Dungeon Kid                                                      | 08/31/90   | Quest                                                               | Somente no Japão |  |
| Dynamite Batman                                                  | 12/20/91   | Sunsoft                                                             | Lançado nos Estados Unidos como Batman: Return of the Joker                                                                                           |  |
| Dynamite Bowl                                                    | 05/24/87   | Toshiba EMI                                                         | Somente no Japão |  |
| E                                                                |            |                                                                     | |  |
| Eggland: Meikyuu no Fukkatsu                                     | 08/09/88   | HAL                                                                 | Somente no Japão, parte de Eggerland series |  |
| Egypt                                                            | 05/31/91   | Human Entertainment                                                 | Somente no Japão |  |
| Elevator Action                                                  | 06/28/85   | Taito                                                               | |  |
| Elnark no Zaihou                                                 | 08/10/87   | Towachiki                                                           | Somente no Japão |  |
| Elysian                                                          | 04/28/88   | Tokyo Shoseki                                                       | Somente no Japão |  |
| Emoyan no 10-bai Pro Yakyuu                                      | 12/19/89   | Hect                                                                | Somente no Japão |  |
| Erika to Satoru no Yume Bouken                                   | 09/27/88   | Namco                                                               | Somente no Japão |  |
| Esper Boukentai                                                  | 10/13/87   | Jaleco                                                              | Somente no Japão |  |
| Esper Dream 2                                                    | 06/26/92   | Konami                                                              | Somente no Japão |  |
| Excitebike                                                       | 11/30/84   | Nintendo                                                            | |  |
| Exciting Boxing                                                  | 12/16/87   | Konami                                                              | Somente no Japão |  |
| Exciting Rally                                                   | 04/24/92   | HAL                                                                 | Lançado na Australia como Championship Rally |  |
| Exed Exes                                                        | 12/21/85   | Tokuma Shoten                                                       | Somente no Japão |  |
| Exerion                                                          | 02/11/85   | Jaleco                                                              | Somente no Japão |  |
| F                                                                |            |                                                                     | |  |
| F-1 Circus                                                       | 02/07/92   | Nichibutsu                                                          | Somente no Japão |  |
| F-1 Sensation                                                    | 01/29/93   | Konami                                                              | Somente no Japão |  |
| F-1 Race                                                         | 11/02/84   | Nintendo                                                            | Somente no Japão |  |
| Famicom Igo Nyuumon                                              | 11/29/91   | I'Max                                                               | Somente no Japão |  |
| Famicom Jump: Hero Retsuden                                      | 02/15/89   | Bandai                                                              | Somente no Japão |  |
| Famicom Jump II: The Strongest Seven                             | 12/02/91   | Bandai                                                              | Somente no Japão |  |
| Famicom Meijinsen                                                | 09/02/88   | SNK                                                                 | Somente no Japão |  |
| Famicom Shogi: Ryuu-Ou-Sen                                       | 02/15/91   | I'Max                                                               | Somente no Japão |  |
| Famicom Wars                                                     | 08/12/88   | Nintendo                                                            | Somente no Japão, o primeiro jogo da Nintendo Wars series, e predecessor de Advance Wars serie                                                        |  |
| Famicom Yakyuuban                                                | 12/15/89   | Epoch                                                               | Somente no Japão |  |
| Family Block                                                     | 04/12/91   | Athena                                                              | Somente no Japão |  |
| Family Boxing                                                    | 06/19/87   | Namco                                                               | Lançado nos Estados Unidos como Ring King |  |
| Family Circuit                                                   | 02/06/88   | Namco                                                               | Somente no Japão |  |
| Family Circuit '91                                               | 07/19/91   | Namco                                                               | Somente no Japão |  |
| Family Computer Othello                                          | 11/13/86   | Kawada                                                              | Lançado nos Estados Unidos como Othello |  |
| Family Jockey                                                    | 04/24/87   | Namco                                                               | Somente no Japão |  |
| Family Kid                                                       |            |                                                                     | Copia de Somari |  |
| Family Mahjong                                                   | 08/11/87   | Namco                                                               | Somente no Japão |  |
| Family Mahjong II: Shanghai he no Michi                          | 11/25/88   | Namco                                                               | Somente no Japão |  |
| Family Pinball                                                   | 03/24/89   | Namco                                                               | Lançado nos Estados Unidos como Rock 'n Ball |  |
| Family Quiz                                                      | 11/16/88   | Athena                                                              | Somente no Japão |  |
| Family Tennis                                                    | 12/11/87   | Namco                                                               | Somente no Japão |  |
| Family Trainer: Aerobics Studio                                  | 02/26/87   | Bandai                                                              | Lançado nos Estados Unidos como Dance Aerobics |  |
| Family Trainer: Athletic World                                   | 11/12/86   | Bandai                                                              | Lançado nos Estados Unidos como Athletic World |  |
| Family Trainer: Daiondoukai                                      | 11/27/87   | Bandai                                                              | Lançado nos Estados Unidos como Super Team Games |  |
| Family Trainer: Fuuun! Takeshi Shiro 2                           | 12/20/88   | Bandai                                                              | Somente no Japão |  |
| Family Trainer: Jogging Race                                     | 05/28/87   | Bandai                                                              | Somente no Japão |  |
| Family Trainer: Manhattan Police                                 | 08/31/87   | Bandai                                                              | Lançado nos Estados Unidos como Street Cop |  |
| Family Trainer: Meiro Daisakusen                                 | 07/31/87   | Bandai                                                              | Somente no Japão |  |
| Family Trainer: Rai Rai! Kyonshizu                               | 01/26/88   | Bandai                                                              | Somente no Japão, seguido de uma sequencia chamada de Kyonshizu 2                                                                                     |  |
| Family Trainer: Running Stadium                                  | 12/23/86   | Bandai                                                              | Lançado nos Estados Unidos como Stadium Events |  |
| Family Trainer: Tostugeki! Fuuun Takeshi Shiro                   | 12/28/87   | Bandai                                                              | Somente no Japão |  |
| Famista '89                                                      | 07/28/89   | Namco                                                               | Somente no Japão |  |
| Famista '90                                                      | 12/19/89   | Namco                                                               | Somente no Japão |  |
| Famista '91                                                      | 12/21/90   | Namco                                                               | Somente no Japão |  |
| Famista '92                                                      | 12/20/91   | Namco                                                               | Somente no Japão |  |
| Famista '93                                                      | 12/22/92   | Namco                                                               | Somente no Japão |  |
| Famista '94                                                      | 12/01/93   | Namco                                                               | Somente no Japão |  |
| Fantasy Zone                                                     | 07/20/87   | Sunsoft                                                             | Somente no Japão , e um porte Americano por Tengen com tecnica diferente.                                                                             |  |
| Fantasy Zone 2: The Teardrop of Opa-Opa                          | 12/20/88   | Sunsoft                                                             | Somente no Japão |  |
| Faria: A World of Mystery and Danger                             | 07/21/89   | Hi-Score Media Work                                                 | |  |
| Faxanadu                                                         | 11/16/87   | Hudson Soft                                                         | |  |
| FC Genjin: Frekthoropus Computerus                               | 07/30/93   | Hudson Soft                                                         | lançado nos Estados Unidos como Bonk's Adventure |  |
| Ferrari                                                          | 11/13/92   | Coconuts Japan                                                      | Somente no Japão |  |
| Field Combat                                                     | 07/09/85   | Jaleco                                                              | Somente no Japão |  |
| Fighting Golf                                                    | 03/24/88   | SNK                                                                 | Lançado nos Estados Unidos como Lee Trevino's Fighting Golf                                                                                           |  |
| Fighting Road                                                    | 12/13/88   | Toei Animation                                                      | Somente no Japão |  |
| Final Fantasy                                                    | 12/18/87   | Squaresoft                                                          | Remade com multiplos times, e Final Fantasy de entrada.                                                                                               |  |
| Final Fantasy I+II                                               | 02/27/94   | Squaresoft                                                          | Remade com multiplos times, com Final Fantasy de entrada.                                                                                             |  |
| Final Fantasy II                                                 | 12/17/88   | Squaresoft                                                          | Remade com multiplos times, com Final Fantasy de entrada.                                                                                             |  |
| Final Fantasy III                                                | 04/27/90   | Squaresoft                                                          | Somente no Japão, com enhanced version como lançamento na America do Norte em 2006 para Nintendo DS.                                                  |  |
| Final Fantasy VII: Advent Children                               | 09/27/07   | Shenzhen Nanjing Technology                                         | Somente na China, ilincenciado jogo pirata baseado no off Final Fantasy VII, programado com risco.                                                    |  |
| Final Lap                                                        | 08/12/88   | Namco                                                               | Somente no Japão |  |
| Final Mission                                                    | 06/22/90   | Natsume                                                             | Lançado nos Estados Unidos como as S.C.A.T.: Special Cybernetic Attack Team                                                                           |  |
| Fire Emblem                                                      | 04/20/90   | Nintendo                                                            | Somente no Japão, não pode ser confundido pelo da Game Boy Advance [[Fire Emblem (GBA)\|Fire Emblem]]                                                 |  |
| Fire Emblem Gaiden                                               | 03/14/92   | Nintendo                                                            | Somente no Japão |  |
| Flappy                                                           | 06/14/85   | DB Soft                                                             | Somente no Japão |  |
| Fleet Commander                                                  | 03/29/88   | ASCII Entertainment                                                 | Somente no Japão |  |
| Flintstones: Rescue of Dino and Hoppy                            | 08/07/92   | Taito                                                               | |  |
| Flipull                                                          | 12/15/89   | Taito                                                               | Somente no Japão |  |
| Flying Hero                                                      | 02/17/89   | Epic Sony Record                                                    | Somente no Japão |  |
| Formation Z                                                      | 04/04/85   | Jaleco                                                              | Somente no Japão |  |
| Front Line                                                       | 08/01/85   | Taito                                                               | Somente no Japão |  |
| Fudo Myouoden                                                    | 03/29/88   | Taito                                                               | Somente no Japão |  |
| Fushigi na Blobby                                                | 11/29/90   | Jaleco Entertainment                                                | Lançado nos Estados Unidos como A Boy and His Blob |  |
| Fushigi no Umi Nadia: The Secret of Blue Water                   | 03/15/91   | Toho                                                                | Somente no Japão |  |
| Fuzzical Fighter                                                 | 05/17/91   | Sigma Entertainment                                                 | Somente no Japão |  |
| G                                                                |            |                                                                     | |  |
| Galaga                                                           | 02/15/85   | Namco                                                               | |  |
| Galaxian                                                         | 09/07/84   | Namco                                                               | Somente no Japão |  |
| Gambler Jiko Chuushinha                                          | 11/11/88   | Asmik Ace                                                           | Somente no Japão |  |
| Gambler Jiko Chuushinha 2                                        | 12/07/90   | Asmik Ace                                                           | Somente no Japão |  |
| Game Party                                                       | 08/03/90   | Coconuts Japan                                                      | Somente no Japão |  |
| Ganbare Goemon! Karakuri Douchuu                                 | 07/30/86   | Konami                                                              | Somente no Japão, series conhecidas fora do Japão como The Legend of the Mystical Ninja                                                               |  |
| Ganbare Goemon 2                                                 | 01/04/89   | Konami                                                              | Somente no Japan , series series conhecidas fora do Japão como The Legend of the Mystical Ninja                                                       |  |
| Ganbare Goemon Gaiden: Kieta Ougon Kiseru                        | 01/05/90   | Konami                                                              | Somente no Japão, series series conhecidas fora do Japão como The Legend of the Mystical Ninja                                                        |  |
| Ganbare Goemon Gaiden 2                                          | 01/03/92   | Konami                                                              | Somente no Japão, series conhecidas fora do Japão como The Legend of the Mystical Ninja                                                               |  |
| Ganbare Pennant Race!                                            | 02/28/89   | Konami                                                              | Somente no Japão |  |
| Garfield no Isshukan                                             | 04/07/89   | Towachiki                                                           | Somente no Japão |  |
| Gaurdic Gaiden                                                   | 02/05/88   | Irem                                                                | Lançado fora do Japão como Guardian Legend |  |
| Gegege no Kitaro: Youkai Daimakyou                               | 04/17/86   | Bandai                                                              | Lançado nos Estados Unidos como Ninja Kid |  |
| Gegege no Kitaro 2                                               | 12/22/87   | Bandai                                                              | Somente no Japão |  |
| Geimos                                                           | 08/28/85   | ASCII Entertainment                                                 | Somente no Japão |  |
| Gekikame Ninja Den                                               | 05/12/89   | Konami                                                              | Lançado fora do Japão como Teenage Mutant Ninja Turtles                                                                                               |  |
| Gekitotsu Shiku Battle                                           | 11/17/89   | Irem                                                                | Somente no Japão |  |
| Gekitou Pro Wrestling!! Toukon Densetsu                          | 09/01/89   | Tecmo                                                               | Lançado fora do Japão Tecmo World Wrestling |  |
| Gekitou!! Stadium                                                | 12/15/89   | Tecmo                                                               | Somente no Japão |  |
| Genpei Toumaden                                                  | 10/21/88   | Namco                                                               | Somente no Japão |  |
| Getsufuu Maden                                                   | 07/07/87   | Konami                                                              | Somente no Japão |  |
| Ghostbusters                                                     | 09/22/86   | Tokuma Shoten                                                       | |  |
| Gimme a Break: Shijou Saidai no Quiz Ou Ketteisen                | 12/13/91   | Yonezawa PR21                                                       | Somente no Japão |  |
| Gimme a Break: Shijou Saikyou no Quiz Ou Ketteisen               | 08/28/92   | Yonezawa PR21                                                       | Somente no Japão |  |
| Gimmick                                                          | 01/31/92   | Konami                                                              | Lançado na Europa como Mr. Gimmick |  |
| Ginga Eiyuu Densetsu                                             | 12/21/88   | Kemco                                                               | Somente no Japão |  |
| Ginga no Sannin                                                  | 12/15/87   | Nintendo                                                            | Somente no Japão |  |
| Goal!                                                            | 09/25/92   | Jaleco                                                              | |  |
| God Slayer                                                       | 04/13/90   | SNK                                                                 | Lançado nos Estados Unidos como Crystalis (rereleased foi para Game Boy Color)                                                                        |  |
| Godzilla                                                         | 12/09/88   | Toho                                                                | |  |
| Golby no Pipeline Daisakusen                                     | 04/12/91   | Tokuma Shoten                                                       | Somente no Japão |  |
| Golf                                                             | 05/01/84   | Nintendo                                                            | |  |
| The Golf '92                                                     | 07/03/92   | G.O.1                                                               | Somente no Japão |  |
| Golf Clun: Birdie Rush                                           | 12/09/87   | Data East                                                           | Somente no Japão |  |
| Golf Grand Slam                                                  | 01/31/91   | Hect                                                                | |  |
| Golf-kko Open                                                    | 11/25/89   | Taito                                                               | Somente no Japão |  |
| Golgo 13: Kamigami no Koukon                                     | 03/26/88   | Vic Tokai                                                           | Lançado nos Estados Unidos com Golgo 13: Top Secret Episode                                                                                           |  |
| Golgo 13 II                                                      | 07/27/90   | Vic Tokai                                                           | Lançado nos Estados Unidos como The Mafat Conspiracy                                                                                                  |  |
| Gomoku Narabe                                                    | 08/27/83   | Nintendo                                                            | Somente no Japão |  |
| Goonies                                                          | 02/21/86   | Konami                                                              | Somente no Japão, lançado nos Estados Unidos nos Arcades como Play Choice 10 game.                                                                    |  |
| Goonies II: Flattery Saigo no Chousen                            | 03/18/87   | Konami                                                              | Lançado nos Estados Unidos como Goonies II, The |  |
| Gorilla Man                                                      | 04/28/93   | Yonezawa PR21                                                       | Somente no Japão |  |
| Gozonji Yajikitatin Douchuu                                      | 11/07/89   | Hal                                                                 | Somente no Japão |  |
| Gradius                                                          | 04/25/86   | Konami                                                              | |  |
| Gradius II                                                       | 12/16/88   | Konami                                                              | Somente no Japão |  |
| Grand Master (Famicom)                                           | 02/26/91   | Varie                                                               | Somente no Japão |  |
| Great Battle Cyber                                               | 12/25/92   | Banpresto                                                           | Somente no Japão |  |
| Great Boxing - Rush Up                                           | 12/07/90   | Visco                                                               | Lançado nos Estados Unidos como World Champ |  |
| Great Deal                                                       | 10/25/91   | Hect                                                                | Somente no Japão |  |
| Great Tank                                                       | 07/29/88   | SNK                                                                 | Somente no Japão |  |
| Gremlins 2: The New Batch                                        | 12/14/90   | Sunsoft                                                             | |  |
| Guevara                                                          | 12/26/88   | SNK                                                                 | Lançado nos Estados Unidos como Guerilla War |  |
| Gun Head                                                         | 04/13/90   | Varie                                                               | Somente no Japão |  |
| Gun Nac                                                          | 10/05/90   | Tonkin House                                                        | |  |
| Gun Sight                                                        | 03/15/91   | Konami                                                              | Lançado nos Estados unidos como Laser Invasion |  |
| Gun-Dec                                                          | 04/26/91   | Sammy                                                               | Lançado nos Estados unidos como Vice: Project Doom |  |
| Gyrodyne                                                         | 03/13/86   | Taito                                                               | Somente no Japão |  |
| H                                                                |            |                                                                     | |  |
| Hana no Star Kaidou                                              | 03/17/87   | Victor Interactive                                                  | Somente no Japão |  |
| Hanjuku Hero                                                     | 12/02/88   | Squaresoft                                                          | Somente no Japão |  |
| Happy Birthday Bugs                                              | 08/03/90   | Kemco                                                               | Lançado nos Estados Unidos como The Bugs Bunny Birthday Blowout                                                                                       |  |
| Hatris                                                           | 07/06/90   | Bullet Proof                                                        | |  |
| Hayauchi Super Igo                                               | 03/03/89   | Namco                                                               | Somente no Japão |  |
| Heavy Barrel                                                     | 03/02/90   | Data East                                                           | |  |
| Hebereke                                                         | 09/20/91   | Sunsoft                                                             | Lançado na Europa como Ufouria |  |
| Hector '87                                                       | 07/16/87   | Hudson Soft                                                         | Lançado nos Estados unidos como Starship Hector |  |
| Heisei Tensai Bakabon                                            | 12/06/91   | Namco                                                               | Somente no Japão |  |
| Hello Kitty no Hanabatake                                        | 12/11/92   | Character Soft                                                      | Somente no Japão |  |
| Hello Kitty World                                                | 03/27/92   | Character Soft                                                      | Somente no Japão, Relançado em Game Boy como Balloon Kid                                                                                              |  |
| Hercules no Eikou                                                | 06/12/87   | Data East                                                           | Somente no Japão |  |
| Hercules no Eikou II                                             | 12/23/89   | Data East                                                           | Somente no Japão |  |
| Hi no Tori: Wagaou no Bouken                                     | 01/04/87   | Konami                                                              | Somente no Japão |  |
| Higemaru Makaishima                                              | 04/14/87   | Capcom                                                              | Somente no Japão |  |
| Highway Star                                                     | 08/07/87   | Squaresoft                                                          | Lançado nos Estados Unidos como Rad Racer |  |
| Hirake! Ponkikki                                                 | 04/17/92   | Takara                                                              | Somente no Japão |  |
| Hiryu no Ken                                                     | 02/14/87   | Culture Brain                                                       | Lançado nos Estados unidos como Flying Dragon: The Secret Scroll                                                                                      |  |
| Hiryu no Ken II                                                  | 07/29/88   | Culture Brain                                                       | lançado nos Estados Unidos como Flying Warriors |  |
| Hiryu no Ken III - 5 Nin no Ryuu Senshi                          | 06/21/91   | Culture Brain                                                       | Somente no Japão,projetado nos Estados Unidos como Flying Warriors 2                                                                                  |  |
| Hiryu no Ken Special: Fighting Wars                              | 06/21/91   | Culture Brain                                                       | Somente no Japão |  |
| Hissatsu Doujou Yaburi                                           | 07/18/89   | Sigma Entertainment                                                 | Somente no Japão |  |
| Hissatsu Shigotojin                                              | 12/15/90   | Banpresto                                                           | Somente no Japão |  |
| Hitler no Fukkatsu: Top Secret                                   | 07/20/88   | Capcom                                                              | Lançado no exterior do Japão como Bionic Commando |  |
| Hogan's Alley                                                    | 06/12/84   | Nintendo                                                            | Requer Zapper Light Gun |  |
| Hokkaidou Rensa Satsujin: Ohotsuku ni Kiyu                       | 06/27/87   | ASCII Entertainment                                                 | Somente no Japão |  |
| Hokuto no Ken                                                    | 08/10/86   | Toei Animation                                                      | Somente no Japão, conhecido no exterior do Japão como Fist of the North Star                                                                          |  |
| Hokuto no Ken II                                                 | 04/17/87   | Toei Animation                                                      | Lançado nos Estados Unidos como Fist of the North Star                                                                                                |  |
| Hokuto no Ken III                                                | 10/19/89   | Toei Animation                                                      | Somente no Japão, conhecido fora do Japão como Fist of the North Star                                                                                 |  |
| Hokuto no Ken 4                                                  | 03/29/91   | Toei Animation                                                      | Somente no Japão, conhecido fora do Japão como Fist of the North Star                                                                                 |  |
| Holy Diver                                                       | 04/28/89   | Irem                                                                | Somente no Japão |  |
| Home Run Night                                                   | 03/31/89   | Data East                                                           | Somente no Japão |  |
| Home Run Night '90                                               | 07/24/90   | Data East                                                           | Somente no Japão |  |
| Honmei                                                           | 04/28/89   | Nihon Bussan                                                        | Somente no Japão |  |
| Honoo no Doukyuuji: Dodge Danpei                                 | 03/27/92   | Sunsoft                                                             | Somente no Japão |  |
| Honoo no Doukyuuji: Dodge Danpei 2                               | 03/26/93   | Sunsoft                                                             | Somente no Japão |  |
| Honshogi: Naitou Kudan Shogi Hiden                               | 08/10/85   | Seta                                                                | Somente no Japão |  |
| Hook                                                             | 03/27/92   | Epic Sony Record                                                    | |  |
| Hoshi no Kirby: Yume no Izume no Monogatari                      | 03/23/93   | Nintendo                                                            | Lançado fora do Japão como Kirby's Adventure |  |
| Hoshi no Miru Hito                                               | 10/27/87   | Hot-B                                                               | Somente no Japão |  |
| Hostage                                                          | 12/01/89   | Kemco                                                               | Lançado nos Estados Unidos como Rescue: The Embassy Mission                                                                                           |  |
| Hot Dance 2000                                                   |            |                                                                     | Ilicenciado video game baseado off de Dance Dance Revolution                                                                                          |  |
| Hototogisu                                                       | 08/19/88   | Irem                                                                | Somente no Japão |  |
| Hottaman no Chisoko Tanken                                       | 12/06/86   | Use                                                                 | Somente no Japão |  |
| Houma ga Koku                                                    | 04/08/88   | Toho                                                                | Somente no Japão |  |
| Hudson Hawk                                                      | 12/27/91   | Epic Sony Record                                                    | |  |
| Hyaku no Sekai no Monogatari                                     | 08/09/91   | ASK                                                                 | Somente no Japão |  |
| Hydlide Special                                                  | 03/18/86   | Toshiba EMI                                                         | Lançado nos Estados Unidos como Hydlide |  |
| Hydlide 3                                                        | 02/17/89   | Namco                                                               | Somente no Japão |  |
| Hyokkori Hyoutan Shima: Nazo no Kaizokusen                       | 04/25/92   | Yutaka                                                              | Somente no Japão |  |
| Hyper Olympic                                                    | 06/21/85   | Konami                                                              | Lançado fora do Japão Track & Field |  |
| Hyper Sports                                                     | 09/27/85   | Konami                                                              | Somente no Japão |  |
| I                                                                |            |                                                                     | |  |
| I Love Softball                                                  | 12/19/89   | Coconuts Japan                                                      | Somente no Japão |  |
| Ice Climber                                                      | 01/30/85   | Nintendo                                                            | Versões fora do Japão substituídas por yeti |  |
| Ice Hockey                                                       | 01/21/88   | Nintendo                                                            | |  |
| Ide Yosuke Meijin no Jissen Mahjong                              | 09/24/87   | Capcom                                                              | Somente no Japão |  |
| Ide Yosuke Meijin no Jissen Mahjong II                           | 02/22/91   | Capcom                                                              | Somente no Japão |  |
| Idol Yainuden                                                    | 09/14/89   | Towachiki                                                           | Somente no Japão |  |
| Igo Meikan                                                       | 01/10/90   | Aoki Shoten                                                         | Somente no Japão |  |
| Igo Shinan                                                       | 07/14/89   | Hect                                                                | Somente no Japão |  |
| Igo Shinan '91                                                   | 07/05/91   | Hect                                                                | Somente no Japão |  |
| Igo Shinan '92                                                   | 03/10/92   | Hect                                                                | Somente no Japão |  |
| Igo Shinan '93                                                   | 11/27/92   | Hect                                                                | Somente no Japão |  |
| Igo Shinan '94                                                   | 12/17/93   | Hect                                                                | Somente no Japão |  |
| Igo: Kuroban Taikyoku                                            | 04/14/86   | Bullet Proof Software                                               | Somente no Japão |  |
| Ikari                                                            | 11/26/86   | K Amusement                                                         | Lançado fora do Japão como Ikari Warriors |  |
| Ikari II                                                         | 04/16/88   | K Amusement                                                         | Lançado nos Estados Unidos como Ikari Warriors II: Victory Road                                                                                       |  |
| Ikari III                                                        | 03/16/90   | K Amusement                                                         | Lançado nos Estados Unidos como Ikari Warriors III: The Rescue                                                                                        |  |
| IkeIke! Nekketsu Hockey-bu                                       | 02/07/92   | Technos                                                             | Somente no Japão, mas depois foi lançado nos Estados Unidos como [[Crash 'n the Boys Ice Challenge]]                                                  |  |
| Ikinari Musician                                                 | 03/05/87   | Tokyo Shoseki                                                       | Somente no Japão |  |
| Ikki                                                             | 11/28/85   | Sunsoft                                                             | Somente no Japão |  |
| Image Fight                                                      | 03/16/90   | Irem                                                                | |  |
| Inbou no Wakusei: Shankara                                       | 06/26/92   | IGS                                                                 | Somente no Japão |  |
| Insector X                                                       | 09/21/90   | Taito                                                               | Somente no Japão |  |
| Ishin no Arashi                                                  | 09/15/90   | Koei                                                                | Somente no Japão |  |
| Itadaki Street: Watashi no Oten Niyottete                        | 03/21/91   | ASCII Entertainment                                                 | Somente no Japão |  |
| Izaki Shuugorou no Keiba Hisshougaku                             | 03/30/90   | Imagineer                                                           | Somente no Japão |  |
| J                                                                |            |                                                                     | |  |
| J-League Fighting Soccer: The King of Ace Strikers               | 06/19/93   | IGS                                                                 | Somente no Japão |  |
| J-League Super Top Players                                       | 04/22/94   | Bandai                                                              | Somente no Japão |  |
| J-League Winning Goal                                            | 05/27/94   | Electronic Arts Victor                                              | Somente no Japão |  |
| Jackie Chan                                                      | 01/25/91   | Hudson Soft                                                         | Lançado nos Estados Unidos como Jackie Chan's Action Kung Fu                                                                                          |  |
| Jajamaru Gekimaden                                               | 05/29/90   | Jaleco                                                              | Somente no Japão |  |
| Jajamaru Ninpou Chou                                             | 03/28/89   | Jaleco                                                              | Somente no Japão, mas teve um prototipo inglês chamado Taro's Quest exists                                                                            |  |
| Jajamaru no Daibouken                                            | 08/22/86   | Jaleco                                                              | Somente no Japão |  |
| Jarin-Ko Chie                                                    | 07/15/88   | Konami                                                              | Somente no Japão |  |
| Jesus: Dreadful Bio-Monster                                      | 03/17/89   | King Records                                                        | Somente no Japão |  |
| Jetsons, The                                                     | 04/23/93   | Taito                                                               | Lançado nos Estados Unidos como Jetsons: Cogswells Caper, The                                                                                         |  |
| Jigoku Gokuraku Maru                                             | 12/21/90   | Pack-In-Video                                                       | Lançado fora do Japão como Kabuki Quantum Fighter |  |
| Jikuu (Toki) no Tabibito                                         | 12/26/86   | Kemco                                                               | Somente no Japão |  |
| Jikuu Yuten Debias                                               | 11/27/87   | Namco                                                               | Somente no Japão |  |
| JJ                                                               | 12/01/87   | Square Co., Ltd.                                                    | Somente no Japão |  |
| Joust                                                            | 10/30/87   | HAL                                                                 | |  |
| Joy Mech Fight                                                   | 05/21/93   | Nintendo                                                            | Somente no Japão |  |
| Jubei Quest                                                      | 01/04/91   | Namco                                                               | Somente no Japão |  |
| JuJu Densetsu                                                    | 07/19/91   | Taito                                                               | Somente no Japão |  |
| Jumbo                                                            | 07/18/87   | K Amusement                                                         | Somente no Japão |  |
| Jumbo Osaki no Hole In One                                       | 02/01/88   | Hal                                                                 | Somente no Japão |  |
| Jumping Kid                                                      | 12/19/90   | Asmik Ace                                                           | Somente no Japão, mas foi planejado nos Estados Unidos um lançamento com o nome de Jack and the Beanstalk                                             |  |
| Just Breed                                                       | 12/15/92   | Enix                                                                | Somente no Japão |  |
| Juuryoku Soukou Metal Storm                                      | 04/24/92   | Irem                                                                | Lançado nos Estados Unidos como Metal Storm |  |
| Jyuouki                                                          | 07/20/90   | Asmik Ace                                                           | Portado para os jogos Arcade conhecido fora do Japão como Altered Beast                                                                               |  |
| K                                                                |            |                                                                     | |  |
| Kabushiki Doujou                                                 | 05/02/89   | Hect                                                                | Somente no Japão |  |
| Kage no Densetsu                                                 | 04/18/86   | Taito                                                               | Lançado nos Estados Unidos como The Legend of Kage |  |
| Kagerou Densetsu                                                 | 05/11/90   | Pixel Multimedia                                                    | Somente no Japão |  |
| Kaguya Hime Densetsu                                             | 12/16/88   | Victor Interactive                                                  | Somente no Japão |  |
| Kai no Bouken: The Quest of Ki                                   | 07/22/88   | Namco                                                               | Somente no Japão |  |
| Kaijuu Monogatari                                                | 11/18/88   | Namco                                                               | Somente no Japão |  |
| Kaiketsu Yancha Maru                                             | 10/02/87   | Irem                                                                | Lançado nos Estados Unidos como Kid Niki: Radical Ninja                                                                                               |  |
| Kaiketsu Yancha Maru 2: Karakuri Land                            | 08/30/91   | Irem                                                                | Somente no Japão, AKA Kid Niki 2 |  |
| Kaiketsu Yancha Maru 3                                           | 03/30/93   | Irem                                                                | Somente no Japão, AKA Kid Niki 3 |  |
| Kakefu Kimi no Jump Tengoku                                      | 07/22/88   | Vic Tokai                                                           | Somente no Japão |  |
| Kame no Ongaeshi                                                 | 08/26/88   | Hudson Soft                                                         | Lançado nos estados Unidos como Xexyz |  |
| Kamen no Ninja Hamaru                                            | 03/16/90   | Capcom                                                              | Lançado nos Estados Unidos como Yo! Noid |  |
| Kamen Rider Kurabu                                               | 02/03/88   | Bandai                                                              | Somente no Japão, conhecido nos Estados Unidos como Masked Rider                                                                                      |  |
| Kamen Rider SD                                                   | 01/22/93   | Angel Studios                                                       | Somente no Japão, conhecido nos Estados Unidos como Masked Rider                                                                                      |  |
| Karakuri Kengoden Musashi Road: Karakuri Jin Shissouru           | 10/05/91   | Yutaka                                                              | Somente no Japão |  |
| Karaoke Studio                                                   | 07/30/87   | Bandai                                                              | Somente no Japão |  |
| Karaoke Studio Senyou Cassette Vol. 1                            | 10/28/87   | Bandai                                                              | Somente no Japão |  |
| Karaoke Studio Senyou Cassette Vol. 2                            | 02/18/88   | Bandai                                                              | Somente no Japão |  |
| Karateka                                                         | 12/05/85   | Soft Pro                                                            | Somente no Japão, o jogo original foi lançado pelos Estados Unidos para o Apple II pela Brøderbund                                                    |  |
| Karnov                                                           | 12/18/87   | Namco                                                               | |  |
| Katsuba Densetsu                                                 | 04/20/90   | Nihon Bussan                                                        | Somente no Japão |  |
| Katte ni Shiro Kuma                                              | 12/15/89   | CBS Sony Group                                                      | Somente no Japão |  |
| Kawa no Nushi Tsuri                                              | 08/10/90   | Pack-In-Video                                                       | Somente no Japão |  |
| Keisan Game: Sansuu 1 Toshi                                      | 04/25/86   | Tokyo Shoseki                                                       | Somente no Japão |  |
| Keisan Game: Sansuu 2 Toshi                                      | 04/25/86   | Tokyo Shoseki                                                       | Somente no Japão |  |
| Keisan Game: Sansuu 3 Toshi                                      | 04/25/86   | Tokyo Shoseki                                                       | Somente no Japão |  |
| Keisan Game: Sansuu 4 Toshi                                      | 10/30/86   | Tokyo Shoseki                                                       | Somente no Japão |  |
| Keisan Game: Sansuu 5+6 Toshi                                    | 10/30/86   | Tokyo Shoseki                                                       | Somente no Japão |  |
| Kero Kero Keroppi no Daibouken                                   | 03/29/91   | Character Soft                                                      | Somente no Japão |  |
| Kero Kero Keroppi no Daibouken 2                                 | 02/19/93   | Character Soft                                                      | Somente no Japão |  |
| Keroppi to Kerorii nuno Splash Bomb                              | 12/01/93   | Character Soft                                                      | Somente no Japão |  |
| Keru Naguru                                                      | 07/21/89   | Namco                                                               | Somente no Japão |  |
| Kidou Senshi Z-Gundam: Hot Scramble                              | 08/28/86   | Bandai                                                              | Somente no Japão |  |
| King Kong 2: Ikari no Megaton Punch                              | 12/18/86   | Konami                                                              | Somente no Japão |  |
| King of Kings                                                    | 12/09/88   | Namco                                                               | Somente no Japão |  |
| King's Knight                                                    | 09/18/86   | Square                                                              | |  |
| Kinnikuman: Muscle Tag Match                                     | 11/08/85   | Hudson Soft                                                         | Lançado nos Estados Unidos como M.U.S.C.L.E. |  |
| Kiteretsu Daihyakka                                              | 02/23/90   | Epoch                                                               | Somente no Japão |  |
| Kitte Rai Da! Gunjin Shougi Nanya Sore?                          | 05/26/89   | Sofel                                                               | Somente no Japão |  |
| Klax                                                             | 12/14/90   | Hudson Soft                                                         | |  |
| Knight Rider                                                     | 09/30/88   | Pack-In-Video                                                       | |  |
| Konami Sports in Seoul                                           | 09/16/89   | Konami                                                              | Lançado nos Estados Unidos como Track & Field II |  |
| Koufuku o Yobu Game: Dora Dora Dora                              | 01/25/91   | Natsume                                                             | Somente no Japão |  |
| Kouryu Densetsu Villgust Gaiden                                  | 07/30/93   | Angel Studios                                                       | Somente no Japão |  |
| Koushien                                                         | 10/06/89   | K Amusement                                                         | Somente no Japão |  |
| Kujaku Ou                                                        | 09/21/88   | Pony Canyon                                                         | Somente no Japão |  |
| Kujaku Ou II                                                     | 08/11/90   | Pony Canyon                                                         | Somente no Japão |  |
| Kunio-Kun no Jidaigeki dayo Zenin Shuugou: Downtown Special      | 07/26/91   | Technos                                                             | Somente no Japão |  |
| Kunio-Kun no Nekketsu Soccer League                              | 04/23/93   | Technos                                                             | Somente no Japão |  |
| Kyatto Ninden Teyandee                                           | 07/19/91   | Tecmo                                                               | Somente no Japão,conhecido nos Estados Unidos como Samurai Pizza Cats                                                                                 |  |
| Kyonshis 2 (or Kyonshizu 2)                                      | 09/25/87   | Taito                                                               | Somente no Japão, sequencia de Family Trainer: Rai Rai! Kyonshizu                                                                                     |  |
| Kyoro-Chan Land                                                  | 12/11/92   | Hiro                                                                | Lançado nos Estados Unidos como Castelian |  |
| Kyoryu Sentai Zyuranger                                          | 11/13/92   | Angel Studios                                                       | Somente no Japão |  |
| Kyouto Hana no Misshitsu Satsujin Jiken - Yamamura Misa Suspense | 02/11/89   | Taito                                                               | Somente no Japão |  |
| Kyoutoken no Tera Satsujin Jiken - Yamamura Misa Suspense        | 12/11/87   | Taito                                                               | Somente no Japão |  |
| Kyouto Zai Deck Tatsujin Jiken Yamamura Misa Suspense            | 11/02/90   | Hect                                                                | Somente no Japão |  |
| Kyuukyoku Harikiri Koshien                                       | 03/19/92   | Taito                                                               | Somente no Japão |  |
| Kyuukyoku Harikiri Stadium                                       | 06/28/88   | Taito                                                               | Somente no Japão |  |
| Kyuukyoku Harikiri Stadium '88                                   | 12/16/88   | Taito                                                               | Somente no Japão |  |
| Kyuukyoku Harikiri Stadium Heisei Gannenhan                      | 07/21/89   | Taito                                                               | Somente no Japão |  |
| Kyuukyoku Harikiri Stadium III                                   | 03/01/91   | Taito                                                               | Somente no Japão |  |
| Kyuukyoku Tiger                                                  | 08/04/89   | CBS Sony Group                                                      | Lançado nos Estados Unidos como Twin Cobra |  |
| L                                                                |            |                                                                     | |  |
| L'Empereur                                                       | 05/23/91   | Koei                                                                | |  |
| La Salle Ishii no Child's Quest                                  | 06/23/89   | Namco                                                               | Somente no Japão |  |
| Labyrinth                                                        | 01/07/87   | Tokuma Shoten                                                       | Somente no Japão, baseado num filme de mesmo nome |  |
| Lagrange Point                                                   | 04/26/91   | Konami                                                              | Somente no Japão |  |
| Last Armageddon                                                  | 11/10/90   | Bandai                                                              | Somente no Japão |  |
| Law of the West                                                  | 03/06/87   | Pony Canyon                                                         | Somente no Japão |  |
| Layla                                                            | 12/20/86   | DB Soft                                                             | Somente no Japão |  |
| Little Magic                                                     | 09/14/90   | Data East                                                           | Somente no Japão |  |
| Little Mermaid                                                   | 07/19/91   | Capcom                                                              | |  |
| Little Red Hood                                                  |            | Thin Chen Enterprise                                                | Jogo inlicenciado (Depois lançado na Austrália pela NES com o mesmo nome )                                                                            |  |
| Live in Power Bowl - TM Network                                  | 12/22/89   | Epic Sony Record                                                    | Somente no Japão |  |
| Lode Runner                                                      | 07/31/84   | Hudson Soft                                                         | |  |
| Lord of King                                                     | 12/21/89   | Jaleco                                                              | Lançado nos Estados Unidos como Astyanax |  |
| Lost Word of Jenny                                               | 03/25/87   | Takara                                                              | Somente no Japão |  |
| Lot Lot                                                          | 12/21/85   | Tokuma Shoten                                                       | Somente no Japão |  |
| Lunar Ball                                                       | 12/05/85   | FCI                                                                 | Lançado nos Estados Unidos como Lunar Pool |  |
| Lupin the 3rd                                                    | 11/06/87   | Namco                                                               | Somente no Japão |  |
| M                                                                |            |                                                                     | |  |
| M-Kara no Chousenjou                                             | 05/01/89   | Towachiki                                                           | Somente no Japão |  |
| Mach Rider                                                       | 11/21/85   | Nintendo                                                            | |  |
| Mad City                                                         | 08/12/88   | Konami                                                              | Lançado fora do Japão como The Adventures of Bayou Billy                                                                                              |  |
| Madara                                                           | 03/30/90   | Konami                                                              | Somente no Japão |  |
| Magic Candle                                                     | 03/06/92   | Sammy                                                               | Somente no Japão |  |
| Magic Darts                                                      | 04/26/91   | Seta                                                                | |  |
| Magic John                                                       | 09/28/90   | Jaleco                                                              | Lançado nos Estados Unidos como Totally Rad |  |
| Magical * Taru Ruto-Kun: Fantastic World!!                       | 03/21/91   | Bandai                                                              | Somente no Japão |  |
| Magical * Taru Ruto-Kun 2                                        | 06/19/92   | Bandai                                                              | Somente no Japão |  |
| Magical Doropi                                                   | 12/14/90   | Vic Tokai                                                           | Lançado nos Estados Unidos como The Krion Conquest |  |
| Magmax                                                           | 03/19/86   | Nihon Bussan                                                        | |  |
| Magnum Kiki Ippatsu                                              | 12/25/87   | Toshiba EMI                                                         | Somente no Japão |  |
| Maha Raja                                                        | 09/29/89   | Sunsoft                                                             | Somente no Japão |  |
| Mahjong                                                          | 08/27/83   | Nintendo                                                            | Somente no Japão |  |
| Mahjong Club Nagatacho: Sousaisen                                | 04/25/91   | Hect                                                                | Somente no Japão |  |
| Mahjong Taikai                                                   | 10/31/89   | Koei                                                                | Somente no Japão |  |
| Mahjong Taisen                                                   | 05/20/92   | Nichibutsu                                                          | Somente no Japão |  |
| Mahou no Princess Minkiimomo Remember Dream                      | 07/29/92   | Yutaka                                                              | Somente no Japão |  |
| Maison Ikkoku                                                    | 07/21/88   | Bothtec                                                             | Somente no Japão |  |
| Majaventure - Mahjong Senki                                      | 10/19/90   | Tokuma Shoten                                                       | Somente no Japão |  |
| Mashin Eiyuuden Wataru Gaiden                                    | 03/23/90   | Bandai                                                              | Somente no Japão |  |
| Major League                                                     | 10/27/89   | Irem                                                                | Somente no Japão |  |
| Makai-Mura                                                       | 06/13/86   | Capcom                                                              | Lançado fora do Japão como Ghosts and Goblins |  |
| Makaishima                                                       | 04/14/87   | Capcom                                                              | Somente no Japão |  |
| Maniac Mansion                                                   | 09/13/88   | Jaleco                                                              | A versão japonesa tem diferentes graficos e menos censura que a versão internacional.                                                                 |  |
| Mappy                                                            | 11/14/84   | Namco                                                               | Somente no Japão |  |
| Mappy Kids                                                       | 12/22/89   | Namco                                                               | Somente no Japão |  |
| Mappy Land                                                       | 11/26/86   | Namco                                                               | |  |
| Mario Bros.                                                      | 09/09/83   | Nintendo                                                            | |  |
| Mario Open Golf                                                  | 09/20/91   | Nintendo                                                            | Lançado fora do Japão como NES Open Tournament Golf                                                                                                   |  |
| Marsa no Onna                                                    | 09/19/89   | Capcom                                                              | Somente no Japão |  |
| Mashou                                                           | 12/15/86   | Broderbund                                                          | Lançado nos Estados Unidos como Deadly Towers |  |
| Masuzoe Kaname Icchou Made Famicom                               | 04/17/92   | Coconuts Japan                                                      | Somente no Japão |  |
| Matendo Douji                                                    | 08/24/90   | Quest Corporation                                                   | Somente no Japão |  |
| Matsumoto Akira no Kabushiki Hisshougaku                         | 02/18/88   | Imagineer                                                           | Somente no Japão |  |
| Matsumoto Akira no Kabushiki Hisshougaku II                      | 03/31/89   | Imagineer                                                           | Somente no Japão |  |
| Max Warrior                                                      | 02/15/91   | Vap                                                                 | Lançado nos Estados Unidos como Isolated Warrior |  |
| Meiji Ishin                                                      | 09/29/89   | Use                                                                 | Somente no Japão |  |
| Meikyuu Kumikyoku                                                | 11/13/86   | Hudson Soft                                                         | Lançado nos Estados Unidos como Milon's Secret Castle                                                                                                 |  |
| Meikyuu Shima                                                    | 06/29/90   | Irem                                                                | Lançado nos Estados Unidos como Kickle Cubicle |  |
| Meimon! Daisan Yakyuubu                                          | 08/08/89   | Bandai                                                              | Somente no Japão |  |
| Meimon! Tako Nishiouendan                                        | 12/01/89   | Asmik Ace                                                           | Somente no Japão |  |
| Meitantei Holmes: Kiri no London Satsujin Jiken                  | 05/13/88   | Towachiki                                                           | Somente no Japão |  |
| Melville no Honoo                                                | 08/11/89   | Gakushuu Kenkyuusha                                                 | Somente no Japão |  |
| Metal Frame Cybuster                                             | 12/14/90   | Jaleco                                                              | Somente no Japão |  |
| Metal Gear                                                       | 12/22/87   | Konami                                                              | |  |
| Metal Max                                                        | 05/24/91   | Data East                                                           | Somente no Japão |  |
| Metal Slader Glory                                               | 08/30/91   | Hal                                                                 | Somente no Japão |  |
| Metro Cross                                                      | 12/16/86   | Namco                                                               | Somente no Japão |  |
| Mezase! Top Pro Green Kakeru Yume                                | 03/05/93   | Jaleco                                                              | Somente no Japão |  |
| Mickey Mouse                                                     | 03/06/87   | Hudson Soft                                                         | Lançado nos Estados Unidos como Mickey Mousecapade |  |
| Mickey Mouse III: Yume Fuusen                                    | 09/25/92   | Kemco                                                               | Lançado nos Estados Unidos como Kid Klown in Night Mayor World                                                                                        |  |
| Might and Magic                                                  | 07/31/90   | American Sammy                                                      | |  |
| Mighty Bomb Jack                                                 | 04/24/86   | Tecmo                                                               | |  |
| Mighty Final Fight                                               | 06/11/93   | Capcom                                                              | |  |
| Millipede                                                        | 10/01/87   | Hal                                                                 | |  |
| Mindseeker                                                       | 04/18/89   | Namco                                                               | Somente no Japão |  |
| Minelvaton Saga                                                  | 10/23/87   | Taito                                                               | Somente no Japão |  |
| Mini-Putt                                                        | 02/15/91   | A-Wave                                                              | Somente no Japão |  |
| Minna no Tabou no Nakayoshi Daisakusen                           | 11/22/91   | Character Soft                                                      | Somente no Japão |  |
| Miracle Ropitt                                                   | 08/07/87   | King Records                                                        | Somente no Japão |  |
| Mirai Senshi Raios                                               | 12/01/89   | Pack-In-Video                                                       | Somente no Japão |  |
| Mirai Shinwa Jarvas                                              | 06/30/87   | Taito                                                               | Somente no Japão |  |
| Mississippi Satsujin Jiken                                       | 10/31/86   | Jaleco                                                              | Somente no Japão |  |
| Mitokoumon                                                       | 08/11/87   | Sunsoft                                                             | Somente no Japão |  |
| Mitokoumon II: Sekai Manyuuki                                    | 08/11/88   | Sunsoft                                                             | Somente no Japão |  |
| Mitsume Gatooru                                                  | 07/17/92   | Tomy                                                                | Somente no Japão |  |
| Mizushima Shinji no Daikoushien                                  | 10/26/90   | Capcom                                                              | Somente no Japão |  |
| Moai-Kun                                                         | 03/09/90   | Konami                                                              | Somente no Japão |  |
| Moe Pro! Saikyouhen                                              | 11/22/91   | Jaleco                                                              | Somente no Japão |  |
| Moero TwinBee                                                    | 03/26/93   | Konami                                                              | Lançado nos Estados Unidos como Stinger |  |
| Moero!! Judo Warriors                                            | 06/29/90   | Jaleco                                                              | Somente no Japão |  |
| Moero!! Junior Basket                                            | 11/22/88   | Jaleco                                                              | Lançado nos Estados Unidos como Hoops |  |
| Moero!! Pro Soccer                                               | 12/23/88   | Jaleco                                                              | Somente no Japão |  |
| Moero!! Pro Tennis                                               | 04/15/88   | Jaleco                                                              | Somente no Japão |  |
| Moero!! Pro Yakyuu                                               | 06/26/87   | Jaleco                                                              | Lançado nos Estados Unidos como Bases Loaded |  |
| Moero!! Pro Yakyuu '88                                           | 08/10/88   | Jaleco                                                              | lançado nos Estados Unidos como Bases Loaded II: Second Season                                                                                        |  |
| Moero!! Pro Yakyuu '90: Kandouhen                                | 07/27/90   | Jaleco                                                              | Lançado nos Estados Unidos como Bases Loaded 3 |  |
| Moeru! Oniisan                                                   | 08/08/89   | Toho                                                                | Somente no Japão |  |
| Mokushi Pachi Pro: Pachi Otto-Kun                                | 12/18/87   | Coconuts                                                            | Somente no Japão |  |
| Momotaro Densetsu                                                | 10/26/87   | Hudson Soft                                                         | Somente no Japão |  |
| Momotarou Densetsu Gaiden                                        | 12/17/93   | Hudson Soft                                                         | Somente no Japão |  |
| Momotaro Dentetsu                                                | 12/02/88   | Hudson Soft                                                         | Somente no Japão |  |
| Money Game                                                       | 08/10/88   | Sofel                                                               | Somente no Japão |  |
| Money Game II                                                    | 12/20/89   | Sofel                                                               | Somente no Japão |  |
| Monopoly                                                         | 11/01/91   | Tomy                                                                | |  |
| Monster Maker: 7-tsu no Hihou                                    | 12/20/91   | Sofel                                                               | Somente no Japão |  |
| Moon Crystal                                                     | 08/28/92   | Hect                                                                | Somente no Japão |  |
| Morita Shogi                                                     | 04/14/87   | Seta                                                                | Somente no Japão |  |
| Mother                                                           | 07/27/89   | Nintendo                                                            | Somente no Japão |  |
| Motocross Champion                                               | 01/27/89   | Konami                                                              | Somente no Japão |  |
| Mottomobunai Keiji                                               | 02/06/90   | Toei Animation                                                      | Somente no Japão |  |
| Mugen Senshi Valis                                               | 08/21/87   | Tokuma Shoten                                                       | Somente no Japão |  |
| Murder Club                                                      | 06/30/89   | Seta                                                                | Somente no Japão |  |
| Musashi no Bouken                                                | 12/22/90   | Sigma Entertainment                                                 | Somente no Japão |  |
| Musashi no Ken - Tadaima Shugyou Chuu                            | 08/08/86   | Taito                                                               | Somente no Japão |  |
| My Life My Love - Boku no Yume - Watashi no Negai                | 08/03/91   | Banpresto                                                           | Somente no Japão |  |
| N                                                                |            |                                                                     | |  |
| Nagagutsu o Haita Neko                                           | 11/21/86   | Toei Animation                                                      | Somente no Japão |  |
| Nakashima Satoshi: F1 Hero                                       | 12/09/88   | Varie                                                               | Somente no Japão |  |
| Nakashima Satoshi: F1 Hero 2                                     | 09/27/91   | Varie                                                               | Somente no Japão |  |
| Nakayo Shito Issho                                               | 12/10/93   | Yutaka                                                              | Somente no Japão |  |
| Nakiri Yagyou                                                    | 02/23/89   | Use                                                                 | Somente no Japão |  |
| Namco Classic                                                    | 05/27/88   | Namco                                                               | Somente no Japão |  |
| Namco Classic II                                                 | 03/13/92   | Namco                                                               | Somente no Japão |  |
| Namco Mahjong III: Mahjong Tengoku                               | 03/08/91   | Namco                                                               | Somente no Japão |  |
| Nankoku Shirei!! Spy vs. Spy                                     | 03/27/87   | Kemco                                                               | Somente no Japão, AKA Spy vs. Spy Vol. II - "The Island Caper"                                                                                        |  |
| Nantettatte!! Baseball                                           | 10/26/90   | Sunsoft                                                             | Somente no Japão |  |
| Napoleon Senki                                                   | 03/18/88   | Irem                                                                | Somente no Japão |  |
| Navy Blue                                                        | 02/14/92   | I'Max                                                               | Somente no Japão |  |
| Naza no Fuuin                                                    | 10/23/87   | ASCII Entertainment                                                 | Somente no Japão |  |
| Nekketsu Kakutou Densetsu                                        | 12/23/92   | Technos                                                             | Somente no Japão |  |
| Nekketsu Kouha Kunio Kun                                         | 04/17/87   | Technos                                                             | Lançado nos Estados Unidos como Renegade |  |
| Nekketsu Koukou Dodge Ball Bu                                    | 07/26/88   | Technos                                                             | Lançado nos Estados Unidos como Super Dodge Ball |  |
| Nekketsu Koukou Dodgeball-bu Soccer-hen                          | 05/18/90   | Technos                                                             | Lançado fora do Japão como Nintendo World Cup |  |
| Nekketsu Street Basket: Ganbare Dunk Heroes                      | 12/22/93   | Technos                                                             | Somente no Japão |  |
| New Ghostbusters 2                                               | 12/26/90   | Hal                                                                 | Somente no Japão e Europa |  |
| New York Nyankies                                                | 04/05/91   | Atlus                                                               | Lançado fora do Japão como Rockin' Cats |  |
| Nichibutsu Mahjong III                                           | 07/20/90   | Nihon Bussan                                                        | Somente no Japão |  |
| Niji no Silkroad                                                 | 02/22/91   | Victor Interactive                                                  | Somente no Japão |  |
| Ninja Cop Saizou                                                 | 11/17/89   | Taito                                                               | Lançado fora do Japão como Wrath of the Black Manta                                                                                                   |  |
| Ninja Crusaders                                                  | 12/14/90   | Sammy                                                               | |  |
| Ninja Hattori Kun                                                | 03/05/86   | Hudson Soft                                                         | Somente no Japão |  |
| Ninja Jajamaru Kun                                               | 11/15/85   | Jaleco                                                              | Somente no Japão |  |
| Ninja Jajamaru: Ginga Daisakusen                                 | 03/29/91   | Jaleco                                                              | Somente no Japão, mas teve prototipo inglês depois do nome já existente.                                                                              |  |
| Ninja Kun                                                        | 05/10/85   | Jaleco                                                              | Somente no Japão |  |
| Ninja Kun: Ashura no Shou                                        | 05/27/88   | UPL                                                                 | Somente no Japão, é planejado um lançamento nos Estados Unidos como Ninja Taro                                                                        |  |
| Ninja Ra Hoi!                                                    | 08/09/90   | ASCII Entertainment                                                 | Somente no Japão |  |
| Ninja Ryuukenden                                                 | 12/09/88   | Tecmo                                                               | Lançado nos Estados Unidos como Ninja Gaiden, e na Europa como Shadow Warriors                                                                        |  |
| Ninja Ryuukenden II                                              | 04/06/90   | Tecmo                                                               | Lançado nos Estados Unidos como Ninja Gaiden II: The Dark Sword of Chaos, e na Europa como Shadow Warriors II                                         |  |
| Ninja Ryuukenden III                                             | 06/21/91   | Tecmo                                                               | Lançado nos Estados Unidos como Ninja Gaiden III: The Ancient Ship of Doom                                                                            |  |
| Nippon Ichi no Nakantoku                                         | 08/10/90   | Asmik Ace                                                           | Somente no Japão |  |
| Nishimura Kyoutarou Mystery: Blue Train Satsujin Jiken           | 01/20/89   | Irem                                                                | Somente no Japão |  |
| Nobunaga no Yabou: Bushou Fuuunroku                              | 12/21/91   | Koei                                                                | Somente no Japão |  |
| Nobunaga no Yabou: Sengouku Gunyuuden                            | 02/03/90   | Koei                                                                | Lançado nos Estados Unidos como Nobunaga's Ambition 2                                                                                                 |  |
| Nobunaga no Yabou: Zenkokuban                                    | 03/18/88   | Koei                                                                | Lançado nos Estados Unidos como Nobunaga's Ambition                                                                                                   |  |
| North and South                                                  | 09/21/90   | Kemco                                                               | |  |
| Nuts & Milk                                                      | 07/28/84   | Hudson Soft                                                         | Somente no Japão |  |
| O                                                                |            |                                                                     | |  |
| Obake no Q Tarou: Wan Wan Panic                                  | 12/16/85   | Bandai                                                              | Lançado nos Estados Unidos como Chubby Cherub |  |
| Obocchamakun                                                     | 04/05/91   | Tecmo                                                               | Somente no Japão |  |
| Ochinnitoshi Puzzle Tonjan!?                                     | 09/29/89   | Jaleco                                                              | Somente no Japão |  |
| Oeka Kids - Anpanman no Hiragana Daisuki                         | 03/26/91   | Bandai                                                              | Somente no Japão |  |
| Oeka Kids - Anpanman to Oekaki Shiyou                            | 10/25/90   | Bandai                                                              | Somente no Japão |  |
| Olympus no Tatakai                                               | 03/28/88   | Imagineer                                                           | Lançado nos Estados Unidos como Battle of Olympus |  |
| Onyanko Town                                                     | 11/21/85   | Pony Canyon                                                         | Somente no Japão |  |
| Operation Wolf                                                   | 03/31/89   | Taito                                                               | |  |
| Osomatsu-Kun: Back to Zami no Deppa                              | 12/08/89   | Bandai                                                              | Somente no Japão |  |
| Otaku no Seiza                                                   | 07/31/91   | M&M                                                                 | Somente no Japão |  |
| Outlanders                                                       | 12/04/87   | Victor Interactive                                                  | Somente no Japão |  |
| Over Horizon                                                     | 04/26/91   | Hot B                                                               | lançado na Europa |  |
| P                                                                |            |                                                                     | |  |
| Pac-Land                                                         | 11/21/85   | Namco                                                               | Somente no Japão |  |
| Pac-Man                                                          | 11/02/84   | Namco                                                               | |  |
| Pachi Com                                                        | 11/21/85   | Toshiba EMI                                                         | Somente no Japão |  |
| Pachi-Slot Adventure 2                                           | 09/17/93   | Coconuts                                                            | Somente no Japão |  |
| Pachi-Slot Adventure 3                                           | 05/13/94   | Coconuts                                                            | Somente no Japão |  |
| Pachinko Daisakusen                                              | 07/19/91   | Coconuts                                                            | Somente no Japão |  |
| Pachinko Daisakusen 2                                            | 07/10/92   | Coconuts                                                            | Somente no Japão |  |
| Pachiokun 2                                                      | 01/30/89   | Coconuts                                                            | Somente no Japão |  |
| Pachiokun 3                                                      | 10/26/90   | Coconuts                                                            | Somente no Japão |  |
| Pachiokun 4                                                      | 11/22/91   | Coconuts                                                            | Somente no Japão |  |
| Pachiokun 5                                                      | 06/11/93   | Coconuts                                                            | Somente no Japão |  |
| Palamedes                                                        | 07/06/90   | Hot B                                                               | |  |
| Palamedes 2                                                      | 05/17/91   | Hot-B                                                               | Somente no Japão |  |
| Paperboy                                                         | 01/30/91   | Altron                                                              | |  |
| Parareru World                                                   | 08/10/90   | Varie                                                               | Somente no Japão |  |
| Parasol Henbee                                                   | 02/15/91   | Epoch                                                               | Somente no Japão |  |
| Paris-Dakar Rally Special                                        | 02/03/88   | CBS Sony Group                                                      | Somente no Japão |  |
| Parodius Da! -Shinwa kara Owarai e-                              | 11/30/90   | Konami                                                              | Lançado na Europa como Parodius |  |
| Paw Man                                                          | 12/14/90   | Irem                                                                | Somente no Japão |  |
| Paw Man Part 2                                                   | 12/20/91   | Irem                                                                | Somente no Japão |  |
| Penguin-Kun Wars                                                 | 12/25/85   | ASCII Entertainment                                                 | Somente no Japão |  |
| Perfect Bowling                                                  | 07/25/89   | Tonkin House                                                        | Somente no Japão |  |
| Photon                                                           | 08/28/87   | Takara                                                              | |  |
| Pinball                                                          | 02/02/84   | Nintendo                                                            | |  |
| Pinball Quest                                                    | 12/15/89   | Jaleco                                                              | |  |
| Pipa Time                                                        | 08/10/90   | Sanritsu Denki                                                      | Somente no Japão |  |
| Pizza Pop                                                        | 01/07/92   | Jaleco                                                              | Somente no Japão |  |
| Plasma Ball                                                      | 03/27/92   | Jaleco                                                              | Somente no Japão |  |
| Pocket Zaurus: Ju Ouken no Nazo                                  | 02/27/87   | Bandai                                                              | Somente no Japão |  |
| Pokkun Mogura                                                    | 12/08/89   | IGS                                                                 | Somente no Japão |  |
| Pooyan                                                           | 09/20/85   | Hudson Soft                                                         | Somente no Japão |  |
| Popeye                                                           | 07/15/83   | Nintendo                                                            | |  |
| Popeye no Eigo Asobi                                             | 11/22/83   | Nintendo                                                            | Somente no Japão, copiado de Donkey Kong Jr. Math envolvendo Popeye e ortografia inglesa.                                                             |  |
| Portopia Renzoku Satsujin Jiken                                  | 11/29/85   | Enix                                                                | Somente no Japão. |  |
| Power Blazer                                                     | 04/20/90   | Taito                                                               | Lançado nos Estados Unidos como Power Blade |  |
| Power Soccer                                                     | 03/30/90   | Tokuma Shoten                                                       | Somente no Japão |  |
| Predator                                                         | 03/10/88   | Pack-In-Video                                                       | |  |
| President no Sentaku                                             | 03/02/90   | Hot-B                                                               | Somente no Japão |  |
| Pro Yakyuu Family Stadium                                        | 12/10/86   | Namco                                                               | Lançado nos Estados Unidos como RBI Baseball |  |
| Pro Yakyuu Family Stadium '87                                    | 12/22/87   | Namco                                                               | Lançado nos Estados Unidos como RBI Baseball 2 |  |
| Pro Yakyuu Family Stadium '88                                    | 12/20/88   | Namco                                                               | Lançado nos Estados Unidos como RBI Baseball 3 |  |
| Pro Yakyuu Satsujin Jiken!                                       | 12/24/88   | Capcom                                                              | Somente no Japão |  |
| Punch-Out!!                                                      | 11/21/87   | Nintendo                                                            | Lançado nos Estados Unidos como Mike Tyson's Punch-Out!!                                                                                              |  |
| Puyo Puyo                                                        | 07/23/93   | Electro Brain Corp.                                                 | Somente no Japão |  |
| Puzzlot                                                          | 02/28/92   | Sammy                                                               | Japan only |  |
| Puzznic                                                          | 07/19/91   | IGS                                                                 | |  |
| Pyjama Hero                                                      | 12/07/90   | Capcom                                                              | Lançado fora do Japão como Little Nemo: The Dream Master                                                                                              |  |
| Pyokotan no Daimeiro                                             | 03/19/93   | Sunsoft                                                             | Somente no Japão |  |
| Q                                                                |            |                                                                     | |  |
| Quarterback Scramble                                             | 12/19/89   | Pony Canyon                                                         | Somente no Japão |  |
| Quarth                                                           | 04/13/90   | Konami                                                              | Somente no Japão |  |
| Quinty                                                           | 06/27/89   | Namco                                                               | Lançado nos Estados Unidos como Mendel Palace |  |
| Quiz Project Q: Cutie Project & Battle 1000                      | 05/29/92   | Hect                                                                | Somente no Japão |  |
| R                                                                |            |                                                                     | |  |
| Racer Mini Shiku                                                 | 08/25/89   | Konami                                                              | Somente no Japão |  |
| Radia Senki: Reimeihen                                           | 11/15/91   | Tecmo                                                               | Somente no Japão |  |
| Raf World                                                        | 08/10/90   | Sunsoft                                                             | Lançado nos Estados Unidos como Journey to Silius |  |
| Raid on Bungeling Bay                                            | 02/22/85   | Hudson Soft                                                         | |  |
| Rainbow Island: The Story of Bubble Bobble 2                     | 07/26/88   | Taito                                                               | |  |
| Rambo                                                            | 12/04/87   | Pack-In-Video                                                       | |  |
| Rampart                                                          | 11/29/91   | Konami                                                              | Somente no Japão, um jogo completo diferente foi lançado pelos Estados Unidos                                                                         |  |
| Recca - Summer Carnival '92                                      | 07/17/92   | Naxat Soft                                                          | Somente no Japão |  |
| Red Alerma II                                                    | 07/17/92   | Capcom                                                              | Lançado fora do Japão como Gargoyle's Quest II |  |
| Rekka no Gotoku Tenka o Nusure!                                  | 09/08/90   | Banpresto                                                           | Somente no Japão |  |
| Ripple Island                                                    | 01/23/88   | Sunsoft                                                             | Somente no Japão |  |
| Road Fighter                                                     | 07/11/85   | Konami                                                              | Depois lançado na Europa |  |
| Robocco Wars                                                     | 08/02/91   | IGS                                                                 | Somente no Japão |  |
| RoboCop                                                          | 08/25/89   | Data East                                                           | |  |
| RoboCop 2                                                        | 04/02/91   | Data East                                                           | |  |
| Robot Block                                                      | 07/26/85   | Nintendo                                                            | Stack-Up |  |
| Robot Gyro                                                       | 08/13/85   | Nintendo                                                            | Lançado nos Estados Unidos como Gyromite |  |
| Rockin' Kats                                                     | 04/05/91   | Atlus                                                               | |  |
| Rockman                                                          | 12/17/87   | Capcom                                                              | Lançado fora do Japão como Mega Man |  |
| Rockman 2                                                        | 12/24/88   | Capcom                                                              | Lançado fora do Japão como Mega Man 2 |  |
| Rockman 3                                                        | 09/28/90   | Capcom                                                              | Lançado fora do japão como Mega Man 3 |  |
| Rockman 4                                                        | 12/06/91   | Capcom                                                              | Lançado fora do Japão como Mega Man 4 |  |
| Rockman 5                                                        | 12/04/92   | Capcom                                                              | Lançado fora do Japão como Mega Man 5 |  |
| Rockman 6                                                        | 10/05/93   | Capcom                                                              | Lançado nos Estados Unidos como Mega Man 6 pela Nintendo                                                                                              |  |
| Rokudenashi Blues                                                | 10/29/93   | Bandai                                                              | Somente no Japão |  |
| Rollerball                                                       | 12/20/88   | HAL                                                                 | |  |
| Rolling Thunder                                                  | 03/17/89   | Namco                                                               | |  |
| Romancia                                                         | 10/30/87   | Tokyo Shoseki                                                       | Somente no Japão, Dragon Slayer Jr. |  |
| Route 16 Turbo                                                   | 10/04/85   | Sunsoft                                                             | Somente no Japão |  |
| Royal Blood                                                      | 08/29/91   | Koei                                                                | Lançado nos Estados Unidos como Gemfire |  |
| RPG Jinsei Game                                                  | 11/26/93   | Takara                                                              | Somente no Japão |  |
| Ryou Maboroshi Doushi                                            | 09/16/88   | Pony Canyon                                                         | Somente no Japão |  |
| S                                                                |            |                                                                     | |  |
| Sabaku no Kitsune                                                | 04/28/88   | Kemco                                                               | Lançado nos Estados Unidos como Desert Commander |  |
| Saikoushi Sedi                                                   | 12/24/88   | Fuji Television                                                     | Somente no Japão |  |
| Saint Seiya                                                      | 08/10/87   | Bandai                                                              | Japan and France only. Lançado na França como Les Chevaliers Du Zodiaque: La Legende D'or.                                                            |  |
| Saint Seiya 2                                                    | 05/30/88   | Bandai                                                              | Somente no Japão |  |
| Saiyuuki World                                                   | 11/11/88   | Jaleco                                                              | Somente no Japão |  |
| Saiyuuki World 2                                                 | 12/07/90   | Jaleco                                                              | Lançado nos Estados Unidos como Whomp 'Em |  |
| Sakigake!! Otokojuku                                             | 03/03/89   | Bandai                                                              | Somente no Japão |  |
| Salad no Kuni no Tomato Hime                                     | 05/27/88   | Hudson Soft                                                         | Lançado nos Estados Unidos como Princess Tomato in the Salad Kingdom                                                                                  |  |
| Salamander                                                       | 09/25/87   | Konami                                                              | Lançado fora do Japão como Life Force |  |
| San Goku Shi                                                     | 10/30/88   | Koei                                                                | Lançado nos Estados Unidos como Romance of the Three Kingdoms                                                                                         |  |
| San Goku Shi II                                                  | 11/02/90   | Koei                                                                | Lançado nos Estados Unidos como Romance of the Three Kingdoms II                                                                                      |  |
| San Goku Shi: Nakahara no Hasha                                  | 07/29/88   | Namco                                                               | Somente no Japão |  |
| San Goku Shi II: Nakahara no Hasha                               | 06/10/92   | Namco                                                               | Somente no Japão |  |
| Sanada Juu Yuushi                                                | 06/24/88   | Kemco                                                               | Somente no Japão |  |
| Sanma no Meitantei                                               | 04/02/87   | Namco                                                               | Somente no Japão |  |
| Sanrio Carnival                                                  | 11/22/90   | Character Soft                                                      | Somente no Japão |  |
| Sanrio Carnival 2                                                | 01/14/93   | Character Soft                                                      | Somente no Japão |  |
| Sanrio Cup                                                       | 07/17/92   | Character Soft                                                      | Somente no Japão |  |
| Sansara Naga                                                     | 03/23/90   | Victor Interactive                                                  | Somente no Japão |  |
| Satomi Hakkenden                                                 | 01/20/89   | SNK                                                                 | Somente no Japão |  |
| Satsui no Kaisou                                                 | 01/07/88   | Hal                                                                 | Somente no Japão |  |
| SD Battle Oozumou                                                | 04/20/90   | Banpresto                                                           | Somente no Japão |  |
| SD Gundam 2                                                      | 06/25/89   | Bandai                                                              | Somente no Japão |  |
| SD Gundam 3                                                      | 12/22/90   | Bandai                                                              | Somente no Japão |  |
| SD Gundam Gachapon Senshi 4: NewType Story                       | 12/21/91   | Bandai                                                              | Somente no Japão |  |
| SD Gundam Gachapon Senshi 5                                      | 12/22/92   | Bandai                                                              | Somente no Japão |  |
| SD Gundam Gaiden: Night Gundam Monogatari                        | 08/11/90   | Bandai                                                              | Somente no Japão |  |
| SD Gundam Gaiden: Night Gundam Monogatari 2                      | 10/12/91   | Bandai                                                              | Somente no Japão |  |
| SD Gundam Gaiden: Night Gundam Monogatari 3                      | 10/23/92   | Bandai                                                              | Somente no Japão |  |
| SD Gundam: Gundam Wars                                           | 04/23/93   | Bandai                                                              | Somente no Japão |  |
| SD Hero Soukessen                                                | 07/07/90   | Banpresto                                                           | Somente no Japão |  |
| SD Keiji Blader                                                  | 08/02/91   | Taito                                                               | Somente no Japão |  |
| Seicross                                                         | 05/15/86   | Nihon Bussan                                                        | |  |
| Seikima II                                                       | 12/25/86   | CBS Sony Group                                                      | Somente no Japão |  |
| Seirei Densetsu Lickle                                           | 06/26/92   | Taito                                                               | Somente no Japão |  |
| Seirei Gari                                                      | 12/08/89   | Hudson Soft                                                         | Somente no Japão |  |
| Sekiryuou                                                        | 02/10/89   | Sunsoft                                                             | Somente no Japão |  |
| Sendai no Tomio no Daiginnan                                     | 11/07/90   | Face                                                                | Somente no Japão |  |
| Senjou no Ookami                                                 | 09/27/86   | Capcom                                                              | Lançado nos Estados Unidos como Commando |  |
| Shadow Brain                                                     | 03/21/91   | Pony Canyon                                                         | Somente no Japão |  |
| Shadowgate                                                       | 03/31/89   | Kemco                                                               | |  |
| Shanghai                                                         | 12/04/87   | Sunsoft                                                             | Somente no Japão |  |
| Shanghai II                                                      | 08/24/90   | Sunsoft                                                             | Somente no Japão |  |
| Sherlock Holmes: Hakushaku Reijou Yuukai Jiken                   | 12/11/86   | Towachiki                                                           | Somente no Japão |  |
| Shikinjo                                                         | 04/26/91   | Toei                                                                | Somente no Japão |  |
| Shin 4-Jin Uchi Mahjong: Yakuman Tengoku                         | 06/28/91   | Nintendo                                                            | Somente no Japão |  |
| Shin Moero!! Pro Yakyuu                                          | 07/13/89   | Jaleco                                                              | Lançado nos Estados Unidos como Bases Loaded 3 |  |
| Shin Satomi Hakken-Den - Hikari to Yami no Tatakai               | 12/08/89   | Toei                                                                | Somente no Japão |  |
| Shinjinrui                                                       | 02/10/87   | Rix Soft                                                            | lançado nos Estados Unidos como The Adventures of Dino Riki                                                                                           |  |
| Shin Oni Ga Shima                                                | 09/04/87   | Nintendo                                                            | Somente no Japão |  |
| Shinsenden                                                       | 12/15/89   | Irem                                                                | Somente no Japão |  |
| Shogi Meikan '92                                                 | 01/30/92   | Hect                                                                | Somente no Japão |  |
| Shogi Meikan '93                                                 | 12/04/92   | Hect                                                                | Somente no Japão |  |
| Shogun                                                           | 05/27/88   | Hect                                                                | Somente no Japão |  |
| Shounen Ashibe Nepal Daibouken no Maki                           | 11/15/91   | Takara                                                              | Somente no Japão |  |
| Shuffle Fight                                                    | 10/09/92   | Banpresto                                                           | Somente no Japão |  |
| Shuffle Puck Cafe                                                | 10/21/90   | Pony Canyon                                                         | Somente no Japão |  |
| Side Pocket                                                      | 10/30/87   | Namco                                                               | |  |
| Silver Saga                                                      | 07/24/92   | Seta                                                                | Somente no Japão |  |
| Simpsons, The: Bart vs. The Space Mutants                        | ??/??/90   | Acclaim                                                             | |  |
| Simpsons, The: Bart vs. The World                                | ??/??/91   | Acclaim                                                             | |  |
| Sky Kid                                                          | 08/22/86   | Namco                                                               | |  |
| Snake Rattle 'n' Roll                                            | ??/07/90   | RARE                                                                | EUA julho de 1990, Europa 27/03/1991 |  |
| Snow Brothers                                                    | 12/06/91   | Toaplan                                                             | |  |
| Soccer                                                           | 04/09/85   | Nintendo                                                            | |  |
| Softball Tengoku                                                 | 10/27/89   | Tonkin House                                                        | Lançado nos Estados Unidos como Dusty Diamond's All-Star Softball                                                                                     |  |
| Solomon no Kagi                                                  | 07/30/86   | Tecmo                                                               | Lançado fora do Japão como Solomon's Key |  |
| Solomon no Kagi 2                                                | 01/24/92   | Tecmo                                                               | Lançado nos Estados Unidos como Fire 'n Ice e na Europa como Solomon's Key 2                                                                          |  |
| Solstice                                                         | 07/20/90   | Epic Sony Record                                                    | |  |
| Son Son                                                          | 02/08/86   | Capcom                                                              | [Somente no Japão |  |
| Somari                                                           | 04/01/94   | Hummer Team                                                         | jogo não licenciado |  |
| Sonic 3D Blast 5                                                 |            |                                                                     | Copia de Somari |  |
| Sonic 3D Blast 6                                                 |            |                                                                     | Copy of Somari |  |
| Soreike! Anapanman Minna de Hiking Game                          | 03/20/92   | Bandai                                                              | Somente no Japão |  |
| Space Harrier                                                    | 01/06/89   | Takara                                                              | Somente no Japão |  |
| Space Hunter                                                     | 09/25/86   | Kemco                                                               | Somente no Japão |  |
| Space Invaders                                                   | 04/17/85   | Taito                                                               | Somente no Japão |  |
| Space Shadow                                                     | 02/20/89   | Bandai                                                              | Somente no Japão |  |
| Spartan X                                                        | 06/21/85   | Nintendo                                                            | Lançado nos Estados unidos como Kung Fu |  |
| Spartan X 2                                                      | 09/27/91   | Irem                                                                | Somente no Japão, depois chamado de Kung Fu 2 |  |
| Spelunker                                                        | 12/07/85   | Irem                                                                | |  |
| Spelunker II: Yuushahe no Chousen                                | 09/18/87   | Irem                                                                | Somente no Japão |  |
| Splatterhouse: Wanpaku Graffiti                                  | 07/31/89   | Namco                                                               | Somente no Japão |  |
| Spot: The Game                                                   | 10/16/92   | Bullet Proof Software                                               | |  |
| Spy vs. Spy                                                      | 04/26/86   | Kemco                                                               | |  |
| Sqoon                                                            | 06/26/86   | Irem                                                                | |  |
| Square no Tom Sawyer                                             | 11/30/89   | Squaresoft                                                          | Somente no Japão |  |
| Star Force                                                       | 06/25/85   | Hudson Soft                                                         | |  |
| Star Luster                                                      | 12/06/85   | Hudson Soft                                                         | Somente no Japão |  |
| Star Soldier                                                     | 06/13/86   | Hudson Soft                                                         | |  |
| Star Wars                                                        | 12/04/87   | Namco                                                               | Somente no Japão, com um diferente US release |  |
| Star Wars                                                        | 11/15/91   | Victor Interactive                                                  | |  |
| Star Wars: Teikoku no Gyakushuu                                  | 03/12/93   | JVC                                                                 | Lançado nos Estados Unidos como The Empire Strikes Back                                                                                               |  |
| Stargate                                                         | 09/24/87   | HAL                                                                 | Lançado nos Estados Unidos como Defender II |  |
| Sted                                                             | 07/27/90   | K Amusement                                                         | Somente no Japão |  |
| Stick Hunter                                                     | 12/18/87   | K Amusement                                                         | Japan only |  |
| Street Blaster V                                                 | 1993       |                                                                     | Jogo Ilicensiado por Cony |  |
| Street Fighter 2010                                              | 08/08/90   | Capcom                                                              | |  |
| Sugoro Quest: Dice no Senshi Tachi                               | 06/28/91   | Technos                                                             | Somente no Japão |  |
| Suikoden                                                         | 06/25/90   | Koei                                                                | Somente no Japão |  |
| Sukeban Keiji III                                                | 01/22/88   | Toei                                                                | Somente no Japão |  |
| Super Arabian                                                    | 07/25/85   | Sunsoft                                                             | Somente no Japão |  |
| Super Black Onyx                                                 | 07/14/88   | Bullet Proof Software                                               | Somente no Japão |  |
| Super Chinese                                                    | 06/20/86   | Namco                                                               | Lançado nos Estados Unidos como Kung Fu Heroes |  |
| Super Chinese 2                                                  | 05/26/89   | Culture Brain                                                       | Lançado nos Estados Unidos como Little Ninja Brothers                                                                                                 |  |
| Super Chinese 3                                                  | 03/01/91   | Culture Brain                                                       | Somente no Japão |  |
| Super Contra                                                     | 02/02/90   | Konami                                                              | Lançado nos Estados Unidos como Super C e na Europa como Probotector 2                                                                                |  |
| Super Donkey Kong                                                |            |                                                                     | Ilegal porte do jogo da Super Famicom Super Donkey Kong (Donkey Kong Country)                                                                         |  |
| Super Donkey Kong 2                                              |            |                                                                     | Ilegal pore de Super Famicom game Super Donkey Kong 2 (Donkey Kong Country 2)                                                                         |  |
| Super Dynamix Badminton                                          | 08/26/88   | Vap                                                                 | Somente no Japão |  |
| Super Express Satsujin Jiken                                     | 03/02/90   | Irem                                                                | Somente no Japão |  |
| Super Mario Bros.                                                | 09/13/85   | Nintendo                                                            | |  |
| Super Mario Bros. 3                                              | 10/23/88   | Nintendo                                                            | |  |
| Super Mario USA                                                  | 09/16/92   | Nintendo                                                            | Lançado primeiro fora do Japão como Super Mario Bros. 2                                                                                               |  |
| Super Mario World                                                |            |                                                                     | Ilegal porte de Super Famicom game Super Mario World                                                                                                  |  |
| Super Momotaro Dentetsu                                          | 03/20/92   | Hudson Soft                                                         | Somente no Japão |  |
| Super Monkey Daibouken                                           | 11/21/86   | Vap                                                                 | Somente no Japão |  |
| Super Pinball                                                    | 08/23/88   | Coconuts                                                            | Somente no Japão |  |
| Super Pitfall                                                    | 09/05/86   | Pony Canyon                                                         | |  |
| Super Real Baseball                                              | 07/30/88   | Vap                                                                 | Somente no Japão |  |
| Super Rugby                                                      | 12/27/89   | TSS                                                                 | Somente no Japão |  |
| Super Sprint                                                     | 08/03/91   | Altron                                                              | |  |
| Super Star Force                                                 | 11/11/86   | Kemco                                                               | Somente no Japão |  |
| Super Star Pro Wrestling                                         | 12/09/89   | Pony Canyon                                                         | Lançado nos Estados Unidos como WCW Wrestling; mudança da legendarias estrelas do Japão da National Wrestling Alliance performers.                    |  |
| Super Xevious: Ganpu no Nazo                                     | 09/19/86   | Namco                                                               | Somente no Japão |  |
| Superman                                                         | 12/26/87   | Kemco                                                               | |  |
| Suzugou                                                          | 08/30/90   | Victor Interactive                                                  | Somente no Japão |  |
| Swat                                                             | 09/11/87   | Toei                                                                | Somente no Japão |  |
| Sweet Home                                                       | 12/15/89   | Capcom                                                              | Somente no Japão, simulando o lançamento deo filme de terror de mesmo nome, inspiração de Resident Evil                                               |  |
| Sword Master                                                     | 12/21/90   | Athena                                                              | |  |
| T                                                                |            |                                                                     | |  |
| Tag Team Pro Wrestling                                           | 04/02/86   | Namco                                                               | Lançado nos Estados Unidos como Tag Team Wrestling |  |
| Taito Basketball                                                 | 04/26/91   | Taito                                                               | Somente no Japão |  |
| Taito Chase H.Q.                                                 | 12/08/89   | Taito                                                               | Somente no Japão |  |
| Taito Grand Prix - Eikou heno License                            | 12/18/87   | Taito                                                               | Somente no Japão |  |
| Taiyou no Shinden                                                | 08/03/88   | Tokyo Shoseki                                                       | Somente no Japão |  |
| Taiyou no Yuusha Firebird                                        | 01/11/92   | Irem                                                                | Somente no Japão |  |
| Takahashi Meijin no Bouken Shima                                 | 09/12/86   | Hudson Soft                                                         | Lançado nos Estados Unidos como Adventure Island |  |
| Takahashi Meijin no Bouken Shima II                              | 04/26/91   | Hudson Soft                                                         | Lançado nos Estados Unidos como Adventure Island II                                                                                                   |  |
| Takahashi Meijin no Bouken Shima III                             | 07/31/92   | Hudson Soft                                                         | Lançado nos Estados Unidos como Adventure Island III                                                                                                  |  |
| Takahashi Meijin no Bouken Shima IV                              | 06/24/94   | Hudson Soft                                                         | Somente no Japão. |  |
| Takahashi Meijin no Bug-tte Honey                                | 06/05/87   | Hudson Soft                                                         | Somente no Japão |  |
| Takeda Shingen                                                   | 03/28/88   | Hot-B                                                               | Somente no Japão |  |
| Takeda Shingen 2                                                 | 06/??/90   | Hot-B                                                               | Lançado nos Estados Unidos como Shingen the Ruler |  |
| Takeshi no Chousenjou                                            | 12/10/86   | Taito                                                               | Somente no Japão |  |
| Takeshi no Sengoku Fuuunko                                       | 11/25/88   | Taito                                                               | Somente no Japão |  |
| Tamura Teruaki no Mahjong Seminar                                | 09/21/90   | Pony Canyon                                                         | Somente no Japão |  |
| Tanikawa Koji no Shogi Shinan II                                 | 03/18/88   | Pony Canyon                                                         | Somente no Japão |  |
| Tanikawa Koji no Shogi Shinan III                                | 09/14/89   | Pony Canyon                                                         | Somente no Japão |  |
| Tantei Jinguji Saburo - Yokohamakou Renzoku Satsujin Jiken       | 02/26/88   | Data East                                                           | Somente no Japão |  |
| Tantei Jinguuji Saburou - Toki no Sugiyuku Mama ni               | 09/28/90   | Data East                                                           | Somente no Japão |  |
| Tao                                                              | 12/01/89   | Vap                                                                 | Somente no Japão |  |
| Tashiro Masashi no Princess ga Ippai                             | 10/27/89   | Epic Sony Record                                                    | Somente no Japão |  |
| Tatakai no Banka                                                 | 12/24/86   | Capcom                                                              | Lançado fora do Japão como Trojan |  |
| Tatake!! Ramen-Man                                               | 08/10/88   | Bandai                                                              | Somente no Japão |  |
| Tecmo Bowl                                                       | 11/30/90   | Tecmo                                                               | |  |
| Tecmo Super Bowl                                                 | 12/13/91   | Tecmo                                                               | |  |
| Tecmo World Cup Soccer                                           | 12/07/90   | Tecmo                                                               | |  |
| Teenage Mutant Ninja Turtles                                     | 12/07/90   | Konami                                                              | Lançado fora do Japão como Teenage Mutant Ninja Turtles II: The Arcade Game                                                                           |  |
| Teenage Mutant Ninja Turtles II                                  | 12/13/91   | Konami                                                              | Lançado nos Estados Unidos como Teenage Mutant Ninja Turtles III: The Manhattan Project                                                               |  |
| Tenchi o Kurau                                                   | 05/19/89   | Capcom                                                              | Lançado nos Estados Unidos como Destiny of an Emperor                                                                                                 |  |
| Tenchi o Kurau II                                                | 04/05/91   | Capcom                                                              | Somente no Japão, aka Destiny of an Emperor 2 |  |
| Tennis                                                           | 01/14/84   | Nintendo                                                            | |  |
| Terao no Dosukoi Oozumou                                         | 11/24/89   | Jaleco                                                              | Somente no Japão |  |
| Terminator 2: Judgment Day                                       | 06/26/92   | Pack-In-Video                                                       | |  |
| Terra Cresta                                                     | 09/27/86   | Nihon Bussan                                                        | |  |
| Tetra Star                                                       | 05/24/91   | Taito                                                               | Somente no Japão |  |
| Tetris                                                           | 12/22/88   | Bullet Proof Software                                               | Somente no Japão, diferente de outro lançamento dos Estados Unidos                                                                                    |  |
| Tetris 2 + Bombliss                                              | 12/13/91   | Bullet Proof Software                                               | Somente no Japão , Tetris 2 é um caso mais atual de Tetris, não de Tetris Flash e Bombliss lançado no Game Boy e nos Estados Unidos como Tetris Blast |  |
| Tetris Flash                                                     | 09/21/93   | Nintendo                                                            | Lançado nos Estados Unidos como Tetris 2 |  |
| Tetsudou-Oh                                                      | 12/13/91   | DB Soft                                                             | Somente no Japão |  |
| Tetsuwan Atom                                                    | 02/26/88   | Konami                                                              | Somente no Japão, AKA Astro Boy |  |
| The Ultimate Stuntman                                            | 1990       | Codemaster                                                          | |  |
| Thexder                                                          | 12/19/85   | Squaresoft                                                          | Somente no Japão |  |
| Thunderbirds                                                     | 09/29/89   | Pack-In-Video                                                       | |  |
| Tiger-Heli                                                       | 12/05/86   | Pony Canyon                                                         | |  |
| Time Zone                                                        | 10/25/91   | Sigma Entertainment                                                 | Somente no Japão |  |
| Times of Lore                                                    | 12/07/90   | Toho                                                                | |  |
| Tiny Toon Adventures                                             | 12/20/91   | Konami                                                              | |  |
| Tiny Toon Adventures 2: Trouble in Wacky Land                    | 11/27/92   | Konami                                                              | |  |
| Titan                                                            | 08/10/90   | Sofel                                                               | Somente no Japão |  |
| Tokkyuu Shirei Soul Brain                                        | 10/26/91   | Angel Studios                                                       | Lançado fora do Japão como Shatterhand |  |
| Tokoro-San no Mamorumo Semerumo                                  | 06/27/87   | Epic Sony Record                                                    | Somente no Japão |  |
| Tokyo Pachi-Slot Adventure                                       | 12/13/91   | Coconuts                                                            | Somente no Japão |  |
| Tom and Jerry                                                    | 11/13/92   | Altron                                                              | |  |
| Top Gun                                                          | 12/11/87   | Konami                                                              | |  |
| Top Gun 2                                                        | 12/15/89   | Konami                                                              | Lançado fora do Japão como Top Gun: Second Mission |  |
| Top Management                                                   | 12/12/90   | Koei                                                                | Somente no Japão |  |
| Top Rider                                                        | 12/17/88   | Varie                                                               | Somente no Japão |  |
| Top Striker                                                      | 10/22/92   | Namco                                                               | Somente no Japão |  |
| Topple Zip                                                       | 10/09/87   | Bandai                                                              | Somente no Japão |  |
| Totsuzen! Macho Man                                              | 12/02/88   | Vic Tokai                                                           | Lançado nos Estados Unidos como Amagon |  |
| Touhou Kenbunku                                                  | 11/10/88   | Natsume                                                             | Somente no Japão |  |
| Toukaidou Gojuusan Tsugi                                         | 07/03/86   | Sunsoft                                                             | Somente no Japão |  |
| Toukon Club                                                      | 07/24/92   | Jaleco                                                              | Somente no Japão |  |
| Transformers: Convoy no Nazo                                     | 12/05/86   | Takara                                                              | Somente no Japão |  |
| The Triathron                                                    | 12/16/88   | K Amusement                                                         | Somente no Japão |  |
| Tsuppari Oozumou                                                 | 09/18/87   | Tecmo                                                               | Somente no Japão |  |
| Tsuppari Wars                                                    | 06/28/91   | Sammy                                                               | Somente no Japão |  |
| Tsuri Kichi Sanpei                                               | 03/17/88   | Victor Interactive                                                  | Somente no Japão |  |
| Tsuru Pikahage Maru: Mezase! Tsuruseko no Akashi                 | 12/13/91   | Jaleco                                                              | Somente no Japão |  |
| Twin Eagle                                                       | 04/12/91   | Romstar                                                             | |  |
| TwinBee                                                          | 01/04/86   | Konami                                                              | Somente no Japão |  |
| TwinBee 3                                                        | 09/29/89   | Konami                                                              | Somente no Japão |  |
| U                                                                |            |                                                                     | |  |
| Uchuu Keibitai                                                   | 09/07/90   | Hal                                                                 | Somente no Japão |  |
| Ucuusen Cosmo Carrier                                            | 11/06/87   | Jaleco                                                              | Somente no Japão |  |
| Ultima                                                           | 10/09/87   | Pony Canyon                                                         | Lançado nos Estados Unidos como Ultima: Exodus |  |
| Ultima: Seisha he no Michi                                       | 09/20/89   | Pony Canyon                                                         | Lançado nos Estados Unidos como Ultima: Quest of the Avatar                                                                                           |  |
| Ultraman Club (1992)                                             | 12/25/92   | Angel                                                               | Somente no Japão |  |
| Ultraman Club (1993)                                             | 04/23/93   | Bandai                                                              | Somente no Japão |  |
| Ultraman Club 2: Kitte Kita Ultraman Club                        | 04/07/90   | Bandai                                                              | Somente no Japão |  |
| Ultraman Club 3                                                  | 12/29/91   | Bandai                                                              | Somente no Japão |  |
| Untouchables                                                     | 12/20/91   | Altron                                                              | Lançado nos Estados Unidos como The Untouchables |  |
| Urban Champion                                                   | 11/14/84   | Nintendo                                                            | |  |
| Urusei Yatsura: Lum no Wedding Bell                              | 10/23/86   | Jaleco                                                              | Somente no Japão |  |
| US Championship V'Ball                                           | 11/10/89   | Technos                                                             | Lançado fora do Japão como Super Spike V'Ball |  |
| USA Ice Hockey in FC                                             | 03/06/93   | Jaleco                                                              | Somente no Japão |  |
| Ushio Totora                                                     | 07/09/93   | Yutaka                                                              | Somente no Japão |  |
| Utsurun Desu - Kawauso Hawaii e iku                              | 1991       | Takara                                                              | Somente no Japão |  |
| V                                                                |            |                                                                     | |  |
| Valkyrie no Bouken: Toki no Kagi Densetsu                        | 08/01/86   | Namco                                                               | Somente no Japão, depois conhecido como The Legend of Valkyrie                                                                                        |  |
| Vegas Connection                                                 | 11/24/89   | Sigma Entertainment                                                 | Somente no Japão |  |
| Venus Senki                                                      | 10/14/89   | Varie                                                               | Somente no Japão |  |
| Viva Las Vegas                                                   | 09/30/88   | Epic Sony Record                                                    | lançado nos Estados Unidos como Vegas Dream |  |
| Volguard II                                                      | 12/07/85   | DB Soft                                                             | Somente no Japão |  |
| Volleyball                                                       | 07/21/86   | Nintendo                                                            | |  |
| W                                                                |            |                                                                     | |  |
| Wagyan Land                                                      | 02/09/89   | Namco                                                               | Somente no Japão, depois chamado de Wagan Land |  |
| Wagyan Land 2                                                    | 12/14/90   | Namco                                                               | Somente no Japão, depois chamado de Wagan Land 2 |  |
| Wagyan Land 3                                                    | 12/08/92   | Namco                                                               | Somente no Japão, depois chamado de Wagan Land 3 |  |
| Wai Wai World                                                    | 01/14/88   | Konami                                                              | Somente no Japão |  |
| Wai Wai World 2: SOS!! Paseri Jou                                | 01/05/91   | Konami                                                              | Somente no Japão |  |
| Wait and See! (Nu, pogodi!)                                      |            |                                                                     | Ilicensiado video game parte baseado off em Looney Tunes e Nu, pogodi!                                                                                |  |
| Wanpaku Duck Yume Bouken                                         | 01/26/90   | Capcom                                                              | Lançado fora do Japão como DuckTales |  |
| Wanpaku Kokkun no Gourmet World                                  | 04/24/92   | Taito                                                               | Lançado fora do Japão como Panic Restaurant |  |
| Wario no Mori                                                    | 02/19/94   | Nintendo                                                            | Lançado nos Estados Unidos como Wario's Woods |  |
| Warpman                                                          | 07/12/85   | Namco                                                               | Somente no Japão |  |
| Western Kids                                                     | 09/13/91   | Visco                                                               | Lançado nos Estados Unidos como Cowboy Kid |  |
| White Lion Densetsu                                              | 07/14/89   | Kemco                                                               | Lançado nos Estados Unidos como Legend of the Ghost Lion                                                                                              |  |
| Wild Gunman                                                      | 02/18/84   | Nintendo                                                            | |  |
| Wily & Right no RockBoard: That's Paradise                       | 01/15/93   | Capcom                                                              | Somente no Japão, e Mega Man como parte do jogo |  |
| Wing of Madoola                                                  | 12/18/86   | Sunsoft                                                             | Somente no Japão |  |
| Winners Cup                                                      | 08/12/88   | Data East                                                           | Somente no Japão |  |
| Winter Games                                                     | 03/27/87   | Pony Canyon                                                         | |  |
| Wit's                                                            | 07/13/90   | Athena                                                              | Somente no Japão |  |
| Wizardry: Proving Grounds of the Mad Overlord                    | 12/22/87   | ASCII Entertainment                                                 | |  |
| Wizardry II: The Knight of Diamonds                              | 02/21/89   | ASCII Entertainment                                                 | |  |
| Wizardry III: Legacy of Llylgamyn                                | 03/09/90   | ASCII Entertainment                                                 | Somente no Japão |  |
| Woody Poko                                                       | 06/20/87   | dB-Soft                                                             | Somente no Japão |  |
| World Boxing                                                     | 09/08/90   | T.S.S.                                                              | Somente no Japão |  |
| World Grand-Prix - Pole To Finish                                | 01/31/89   | Data East                                                           | Lançado nos Estados Unidos como Al Unser Jr.'s Turbo Racing and Released in Europe as Turbo Racing.                                                   |  |
| World Heroes 2                                                   | 1994       |                                                                     | Jogo pirata inlicenciado como jogo de luta por Cony                                                                                                   |  |
| World Super Tennis                                               | 10/13/89   | Asmik                                                               | Lançado nos Estados Unidos como Evert and Lendl Top Players' Tennis and in Europe as Four Players' Tennis                                             |  |
| Wrecking Crew                                                    | 06/18/85   | Nintendo                                                            | |  |
| WWF WrestleMania Challenge                                       | 03/27/92   | Hot-B                                                               | |  |
| X                                                                |            |                                                                     | |  |
| Xevious                                                          | 11/08/84   | Namco                                                               | |  |
| Y                                                                |            |                                                                     | |  |
| Yie Ar Kung Fu                                                   | 04/22/85   | Konami                                                              | Somente no Japão |  |
| Yoshi no Cookie                                                  | 11/21/92   | Nintendo                                                            | Lançado fora do Japão como Yoshi's Cookie |  |
| Yoshi no Tamago                                                  | 12/14/91   | Nintendo                                                            | Lançado na America do Norte como Yoshi e na Europa como [[Yoshi video game)\|Mario & Yoshi]]                                                          |  |
| Youkai Douchuuki                                                 | 06/24/88   | Namco                                                               | Somente no Japão, depois chamado de Shadow Land |  |
| Youkai Club                                                      | 05/19/87   | Jaleco                                                              | Somente no Japão |  |
| Yousei Monogatari RodLand                                        | 12/11/92   | Jaleco                                                              | Lançado na Europa como Rodland |  |
| Ys                                                               | 08/26/88   | Victor Interactive                                                  | Somente no Japão |  |
| Ys II                                                            | 05/25/90   | Victor Interactive                                                  | Somente no Japão |  |
| Ys III: Wanderers from Ys                                        | 09/27/91   | Victor Interactive                                                  | Somente no Japão |  |
| Yume Kōjō: Doki Doki Panic                                       | 10/07/87   | Nintendo EAD                                                        | Somente no Japão |  |
| Yume Penguin Monogatari                                          | 01/25/91   | Konami                                                              | Somente no Japão |  |
| Yuu Yuu Hakusho                                                  | 10/22/93   | Bandai                                                              | Somente no Japão |  |
| Z                                                                |            |                                                                     | |  |
| Zanac                                                            | 11/28/86   | Pony Canyon                                                         | |  |
| Zenbi Pro Basketball                                             | 07/21/89   | Vic Tokai                                                           | Somente no Japão |  |
| Zippy Race                                                       | 07/18/85   | Irem                                                                | Somente no Japão |  |
| Zoids                                                            | 09/05/87   | Toshiba EMI                                                         | Somente no Japão |  |
| Zoids 2                                                          | 01/27/89   | Toshiba EMI                                                         | Somente no Japão |  |
| Zoids Mokushiroku                                                | 12/21/90   | Tomy                                                                | Somente no Japão |  |
| Zombie Hunter                                                    | 07/03/87   | Hi-Score Media Work                                                 | Somente no Japão |  |
| Zunou Senkan Galg                                                | 12/14/85   | DB Soft                                                             | Somente no Japão |  |